# Азбучни списак насељених места у Србији
Ово је списак насељених места у Србији по азбучном реду. Називи градских насеља су означени са: (г). 
|  |  |  |  |  |  |  |  |  |  |  |  |  |  |  |  |  |  |  |  |  |  |  |  |  |  |  |  |  |  |

## А
- Ада (г)
- Адашевци
- Аде
- Адорјан
- Адрани
- Адровац
- Азања
- Азбресница
- Ајвалија
- Ајкобила
- Ајновце
- Акмачићи
- Алабак
- Алабана
- Алагина Река
- Алакинце
- Алдина Река
- Алдинац
- Алекса Шантић
- Александровац
- Александровац
- Александровац
- Александровац
- Александровац (г)
- Александрово
- Александрово
- Алексинац (г)
- Алексиначки Бујмир
- Алексиначки Рудник (г)
- Алексине
- Алибунар (г)
- Аливеровиће
- Алиђерце
- Алин Поток
- Алуловиће
- Аљиновићи
- Аљудово
- Амајић
- Амерић
- Амзићи
- Андровац
- Апатин (г)
- Арадац
- Аранђеловац (г)
- Араповац
- Араповиће
- Арбанасце
- Арбанашка
- Ариљача
- Ариље (г)
- Арнајево
- Асановац
- Атеница
- Атмађа
- Аџине Ливаде
- Ашања

## Б
- Ба
- Бабај Бокс
- Бабајић
- Бабалоћ
- Бабе
- Бабин Кал
- Бабин Мост
- Бабин Поток
- Бабина Лука
- Бабина Пољана
- Бабина Пољана
- Бабиће
- Бабиће
- Бабица
- Бабичко
- Бабљак
- Баботинац
- Бабудовица
- Бабушница (г)
- Баваниште
- Багачиће
- Багрдан
- Багремово
- Бадањ
- Бадинце
- Бадљевица
- Бадњевац
- Бадњевац
- Бадовац
- Бадовинци
- Базовик
- Бајгора
- Бајевац
- Бајевица
- Бајина Башта (г)
- Бајинци
- Бајмок
- Бајчетина
- Бајчина
- Бајчинце
- Бајша
- Бакионица
- Бакс
- Бакшија
- Балабан
- Балајнац
- Балајнац
- Балановац
- Баланце
- Балинац
- Балиновац
- Балиновић
- Балиновце
- Балинце
- Балинце
- Балић
- Балићи
- Баличевац
- Баловац
- Балосаве
- Балта Бериловац
- Балуга (Љубићка)
- Балуга (Трнавска)
- Балчак
- Баљевац
- Баљевац (г)
- Баљен
- Баљковац
- Банатска Дубица
- Банатска Паланка
- Банатска Суботица
- Банатска Топола
- Банатски Брестовац
- Банатски Двор
- Банатски Деспотовац
- Банатски Карловац (г)
- Банатски Моноштор
- Банатски Соколац
- Банатско Аранђелово
- Банатско Велико Село
- Банатско Вишњићево
- Банатско Карађорђево
- Банатско Ново Село
- Бандулић
- Баничина
- Банковац
- Банковци
- Банов До
- Баново Поље
- Баноштор
- Бански Дол
- Банцарево
- Бања
- Бања
- Бања (г)
- Бања
- Бања
- Бања
- Бања
- Бања Ковиљача (г)
- Бањани
- Бањевац
- Бањица
- Бањица
- Бањица
- Бањица
- Бањица
- Бањска
- Бањска
- Бањска Река
- Бањски Орешац
- Бањски Суви До
- Бапско Поље
- Бараина
- Барајево
- Бараљевац
- Баранда
- Баране
- Барбарушинце
- Барбатовац
- Барбаце
- Бардонић
- Бардосан
- Баре
- Баре
- Баре
- Баре
- Баре
- Баре
- Баре
- Баре
- Баре
- Баре
- Барелић
- Барзиловица
- Бариљево
- Барице
- Барич
- Барич
- Барје
- Барје
- Барје
- Барје Чифлик
- Барлово
- Барошевац
- Басара
- Бастав
- Батаире
- Баталаге
- Батинац
- Батковићи
- Батлава
- Батњик
- Батовац
- Батоте
- Баточина
- Батраге
- Батровци
- Батуловце
- Батусе
- Батуша
- Батуша
- Батушинац
- Баћевац
- Баћица
- Баћоглава
- Баце
- Бацијевце
- Бач (г)
- Бачвиште
- Бачевина
- Бачевица
- Бачево
- Бачевци
- Бачевци
- Бачија
- Бачина
- Бачинац
- Бачинци
- Бачка
- Бачка Паланка (г)
- Бачка Топола (г)
- Бачки Брег
- Бачки Брестовац
- Бачки Виногради
- Бачки Грачац
- Бачки Јарак (г)
- Бачки Моноштор
- Бачки Петровац (г)
- Бачки Соколац
- Бачко Градиште
- Бачко Добро Поље
- Бачко Душаново
- Бачко Ново Село
- Бачко Петрово Село
- Башаид
- Башин
- Башчелуци
- Бегаљица
- Бегеч
- Бегов Лукавац
- Бегово Брдо
- Бегунце
- Бедина Варош
- Бежиште
- Бездан
- Бекова
- Бела
- Бела Вода
- Бела Вода
- Бела Паланка (г)
- Бела Река
- Бела Стена
- Бела Црква
- Бела Црква
- Бела Црква (г)
- Белаје
- Беланица
- Белановица (г)
- Белановце
- Белановце
- Беласица
- Беле Воде
- Белег
- Белегиш
- Белеш
- Бели Брег
- Бели Брег
- Бели Камен
- Бели Камен
- Бели Поток (г)
- Бели Поток
- Бели Поток
- Бели Поток
- Белинце
- Белић
- Белица
- Белица
- Белишево
- Бело Блато
- Бело Брдо
- Бело Поље
- Бело Поље
- Бело Поље
- Бело Поље
- Бело Поље
- Бело Поље
- Бело Поље
- Бело Поље
- Бело Поље (г)
- Белоброд
- Белогош
- Белограце
- Белоиње
- Белољин
- Белосавци
- Белотинац
- Белотић
- Белотић
- Белотић
- Белошевац
- Белут
- Белуће
- Белуће
- Белушић
- Беља
- Бељајка
- Бељевац
- Бељин
- Бељина
- Бељина
- Бенчук
- Београд (г)
- Беомужевић
- Беоци
- Беочин (г)
- Беочић
- Берање
- Бербатово
- Бербериште
- Бердуј
- Беревце
- Беривојце
- Бериловац
- Бериље
- Берин Извор
- Бериша
- Берјак
- Беркасово
- Берковац
- Берково
- Берловине
- Беровица
- Берчевац
- Берчинац
- Берчиновац
- Бершићи
- Бесеровина
- Бесиње
- Бец
- Бечањ
- Бечевица
- Бечеј (г)
- Бечић
- Бечмен
- Бешеновачки Прњавор
- Бешеново
- Бешка
- Бзенице
- Бзовик
- Биба
- Бивољак
- Бивоље
- Бигреница
- Бикиње
- Бикић До
- Биково
- Билинце
- Било
- Билуша
- Биљановац
- Биљача
- Биљег
- Бинач
- Бингула
- Биниће
- Биновац
- Биновце
- Биоска
- Биохане
- Биоц
- Биочин
- Бискупићи
- Бискупље
- Бистар
- Бистражин
- Бистрица
- Бистрица
- Бистрица
- Бистрица
- Бистрица
- Бистрица
- Битврђа
- Бича
- Бичевац
- Бјелахова
- Бјелоперица
- Бјелотићи
- Бјелуша
- Благаје
- Благојев Камен
- Блажево
- Блазнава
- Блато
- Блато
- Блато
- Блато
- Блаца
- Блаце
- Блаце (г)
- Блендија
- Близнак
- Близоње
- Бљач
- Боб
- Бобиште
- Бобова
- Бобовац
- Бобовик
- Бобовиште
- Бобово
- Боботе
- Бован
- Бован
- Бовањ
- Богава
- Богалинац
- Богараш
- Богараш
- Богатић
- Богатић
- Богданица
- Богдановац
- Богдановац
- Богдановица
- Богдање
- Богдинац
- Пећ
- Богише
- Боговађа
- Боговина (г)
- Богојевићи
- Богојево
- Богојевце
- Богосавац
- Богошево
- Богоштица
- Богујевац
- Богујевац
- Богуновац
- Богути
- Богутовац
- Бођани
- Бождаревац
- Божевац
- Божевце
- Божетићи
- Божиновац
- Божињевац
- Божица
- Божов Поток
- Божуревац
- Божурња
- Бозољин
- Бојанићи
- Бојин Дел
- Бојинце
- Бојић
- Бојишина
- Бојник
- Бојновиће
- Бока
- Бокшић
- Болеч
- Бољаре
- Бољаре
- Бољев Дол
- Бољевац
- Бољевац Село
- Бољевац (г)
- Бољевце
- Бољевци
- Бољетин
- Бољетин
- Бољковци
- Бор (г)
- Боранци
- Борач
- Борин До
- Боринце
- Боришиће
- Борова
- Боровац
- Боровац
- Боровац
- Боровиће
- Боровиће
- Борово
- Бороштица
- Борци
- Борча (г)
- Борчане
- Босилеград (г)
- Бостане
- Босут
- Босута
- Босце
- Ботош
- Ботуња
- Ботуње
- Ботурићи
- Ботуровина
- Боће
- Боћевица
- Бочар
- Бошљане
- Бошњак
- Бошњане
- Бошњане
- Бошњане
- Бошњановић
- Бошњаце
- Брабоњић
- Брадарац
- Брадарац
- Брадаш
- Брадић
- Браина
- Брајићи
- Брајковац
- Брајковац
- Брајковац
- Брајковићи
- Брајновац
- Браљина
- Браљина
- Бранговић
- Бранешци
- Браничево
- Бранковина
- Бранковци
- Бранчић
- Брасаљце
- Брасина
- Братачић
- Братиловце
- Братинац
- Братићи
- Братишевац
- Братљево
- Братмиловце
- Братоселце
- Братотин
- Браћак
- Браћевац
- Браћевци
- Брвеник
- Брвеник Насеље
- Брвеница
- Брвине
- Бргуле
- Бргулице
- Брдарица
- Брдо
- Брђани
- Брђани
- Брђани
- Бребевница
- Бревник
- Брегови
- Бреговина
- Брежане
- Брежани
- Брежаник
- Брежђе
- Бреза
- Брезјак
- Брезна
- Брезна
- Брезна
- Брезна
- Брезница
- Брезница
- Брезница
- Брезова
- Брезова
- Брезовац
- Брезовица
- Брезовица
- Брезовица
- Брезовица
- Брезовица
- Брезовица
- Брезовице
- Брезовице
- Брејановце
- Брековац
- Бреково
- Бреница
- Бресје
- Бресје
- Бресје
- Бресник
- Бресник
- Бресница
- Бресница
- Бресница
- Бресница
- Бресница
- Бресничић
- Бресно Поље
- Брест
- Брестач
- Брестов Дол
- Брестовац
- Брестовац
- Брестовац
- Брестовац
- Брестовац
- Брестовац
- Брестовик
- Брестовик
- Брестово
- Брестово
- Брестово
- Бреце
- Брза Паланка (г)
- Брза
- Брзан
- Брзанце
- Брзеће
- Брзи Брод
- Брзоходе
- Бричевље
- Брлог
- Брнишево
- Брњак
- Брњаре
- Брњац
- Брњача
- Брњица
- Брњица
- Брњица
- Бровина
- Бровић
- Брод
- Брод
- Брод
- Бродарево
- Бродица
- Бродосавце
- Бролић
- Броћна
- Брус
- Брус (г)
- Брусник
- Брусник
- Брусник
- Брусница
- Брут
- Брштица
- Буар
- Бубањ
- Бубе
- Бублица
- Бубље
- Бубушинац
- Бувце
- Будаково
- Будиловина
- Будисава
- Будисавци
- Будишић
- Будожеља
- Буђановци
- Буђево
- Бузец
- Бузовик
- Бујановац (г)
- Бујанце
- Бујачић
- Бујић
- Бујковац
- Бујковиће
- Букаревац
- Букова Глава
- Буковац
- Буковац
- Буковац
- Буковац
- Буковик
- Буковик
- Буковик
- Буковик
- Буковица
- Буковица
- Буковица
- Буковица
- Буковска
- Буковче
- Буковче
- Буколорам
- Букор
- Букоровац
- Букош
- Букош
- Букуровац
- Булатовац
- Булиновац
- Буљане
- Буљесовце
- Бумбарево Брдо
- Бунар
- Бунушки Чифлук
- Бурађа
- Бурдимо
- Буринце
- Буринце
- Бурлате
- Бурник
- Буровац
- Бурово
- Бусење
- Бусиловац
- Бусиње
- Бусовата
- Бусур
- Буцељево
- Буци
- Буча
- Бучане
- Бучинце
- Бучић
- Бучје
- Бучје
- Бучје
- Бучје
- Бучум
- Бушинце
- Буштрање
- Буштрање
- Буштрање

## В
- Вава
- Ваганеш
- Ваганица
- Вајска
- Вајуга
- Вакуп
- Валакоње
- Валач
- Валевац
- Валниш
- Ваљево (г)
- Вапа
- Вапа
- Варадин
- Варварин (село)
- Варварин
- Варда
- Верево
- Варево
- Вариговце
- Варна
- Варнице
- Варош
- Варош
- Варош Село
- Васиљ
- Васиљевац
- Васиљевићи
- Васиљево
- Вата
- Ватин
- Вашица
- Вевер
- Везичево
- Веле Поље
- Велебит
- Вележа
- Велекинце
- Велереч
- Велесница
- Велика Биљаница
- Велика Браина
- Велика Бресница
- Велика Врбица
- Велика Врбница
- Велика Грабовница
- Велика Грабовница
- Велика Греда
- Велика Добрања
- Велика Дренова
- Велика Иванча
- Велика Јабланица
- Велика Јасикова
- Велика Јежевица
- Велика Калудра
- Велика Каменица
- Велика Копашница
- Велика Крсна
- Велика Круша
- Велика Крушевица
- Велика Крушевица
- Велика Ломница
- Велика Лукања
- Велика Маришта
- Велика Моштаница
- Велика Плана
- Велика Плана (г)
- Велика Река
- Велика Река
- Велика Река
- Велика Ремета
- Велика Сејаница
- Велика Слатина
- Велика Сугубина
- Велика Хоча
- Велике Пчелице
- Велики Алаш
- Велики Белаћевац
- Велики Борак
- Велики Вртоп
- Велики Гај
- Велики Годен
- Велики Дреновац
- Велики Ђурђевик
- Велики Извор
- Велики Јасеновац
- Велики Јовановац
- Велики Кичић
- Велики Крчимир
- Велики Купци
- Велики Поповац
- Велики Поповић
- Велики Радинци
- Велики Суводол
- Велики Трновац
- Велики Црљени
- Велики Шењ
- Велики Шиљеговац
- Велики Штупељ
- Велико Боњинце
- Велико Војловце
- Велико Головоде
- Велико Градиште (г)
- Велико Крушево
- Велико Крушинце
- Велико Крчмаре
- Велико Лаоле
- Велико Орашје
- Велико Поље
- Велико Пупавце
- Велико Рибаре
- Велико Ропотово
- Велико Рударе
- Велико Село
- Велико Село
- Велико Село
- Велико Село
- Велико Средиште
- Велико Трњане
- Велико Црниће
- Велишевац
- Велуће
- Веља Глава
- Веље Поље
- Вељеглава
- Вељи Брег
- Вељково
- Венчане
- Венчац
- Верзар
- Верић
- Весековце
- Веселиновац
- Весениће
- Весковиће
- Вета
- Ветерник
- Вигоште
- Видање
- Видова
- Видовац
- Видовача
- Видово
- Видомирић
- Видровац
- Видушић
- Визић
- Виландрица
- Вилиште
- Вилови
- Вилово
- Виљанце
- Виље Коло
- Виљуша
- Вина
- Вина
- Винарце
- Виницка
- Винорача
- Винци
- Винча
- Винча
- Вињиште
- Вионица
- Вирине
- Вировац
- Вирово
- Висибаба
- Висока
- Висока
- Височка Ржана
- Височка
- Височки Одоровци
- Витак
- Витакова
- Витановац
- Витановац
- Витановац
- Витановиће
- Витанце
- Витаси
- Витежево
- Витина (г)
- Витковац
- Витковац
- Витковац
- Витковиће
- Витково
- Витовница
- Витојевци
- Витомирица
- Витоше
- Витошевац
- Вича
- Вича
- Вича
- Више Село
- Вишевац
- Вишевце
- Вишесава
- Вишњева
- Вишњевац
- Вишњићево
- Вишњице
- Владимировац
- Владимирци
- Владичин Хан (г)
- Владово
- Владовце
- Влајковац
- Влајковци
- Влакча
- Влаоле
- Власеница
- Власе
- Власе
- Власи
- Власина Округлица
- Власина Рид
- Власина Стојковићева
- Власово
- Власотинце (г)
- Властељице
- Влахиња
- Влахиње
- Влахово
- Влахово
- Влашка
- Влашка
- Влашки До
- Влашки До
- Влашки Дреновац
- Влашко Поље
- Влашња
- Влаштица
- Влашчић
- Влковија
- Воганце
- Вогањ
- Вогачица
- Вогово
- Водањ
- Водице
- Водице
- Војвода Зимоњић
- Војвода Степа
- Војводинци
- Војилово
- Војиновац
- Војиновце
- Војка
- Војковиће
- Војковци
- Војмиловићи
- Војмислиће
- Војнеговац
- Војник
- Војниће
- Војници
- Војска
- Вокша
- Волуја
- Волујак
- Волујац
- Волујац
- Вољавче
- Вољевци
- Вољчинце
- Воћњак
- Воћњак
- Вошановац
- Враговац
- Враголија
- Врагочаница
- Вражогрнац
- Вражогрнци
- Врандол
- Вране
- Вранеша
- Вранеши
- Врани До
- Вранић
- Вранић
- Вранић
- Вранићи
- Враниште
- Враниште
- Врановац
- Врановац
- Врановина
- Враново
- Вранштица
- Врањак
- Врањани
- Врање (г)
- Врањска Бања (г)
- Врапце
- Врапци
- Врапча
- Врапче
- Врапчић
- Вратаре
- Вратарница
- Вратна
- Враћевшница
- Врачев Гај
- Врачевић
- Врачево
- Врба
- Врба
- Врба
- Врба
- Врбан
- Врбан
- Врбас (г)
- Врбета
- Врбештица
- Врбић
- Врбица
- Врбица
- Врбица
- Врбица
- Врбичане
- Врбница
- Врбница
- Врбница
- Врбница
- Врбница
- Врбовац
- Врбовац
- Врбовац
- Врбовац
- Врбовац
- Врбовац
- Врбовно
- Врбово
- Врбово
- Вргудинац
- Врдила
- Врдник
- Врело
- Врело
- Врело
- Врело
- Врело
- Врело
- Врело
- Вреоци
- Врлане
- Врмбаје
- Врмница
- Врмџа
- Врнавоколо
- Врнез
- Врница
- Врнчани
- Врнчани
- Врњачка Бања (г)
- Врњци
- Врсјенице
- Вртиглав
- Вртине
- Вртиште
- Вртовац
- Вртогош
- Вртолница
- Врћеновица
- Врутци
- Врућевце
- Врх
- Врховине
- Врхпоље
- Врчин
- Вршац (г)
- Вршачки Ритови
- Вршевац
- Вршевце
- Вршевце
- Вујаново
- Вујетинци
- Вујиновача
- Вукања
- Вукашиновац
- Вукићевица
- Вукмановац
- Вукманово
- Вуковац
- Вуковић
- Вукојевац
- Вукојевиће
- Вукона
- Вукосављевиће
- Вукосавци
- Вукошић
- Вукушица
- Вус
- Вуча
- Вучаделце
- Вучак
- Вучак
- Вучак
- Вучак
- Вучевица
- Вучи Дел
- Вучиниће
- Вучитрн (г)
- Вучић (насеље)
- Вучја Локва
- Вучје (г)
- Вучковица
- Вучковица

## Г
- Габрица
- Габровац
- Габровница
- Гавез
- Гагинце
- Гаглово
- Гадиш
- Газдаре
- Газиводе
- Гај
- Гајдобра
- Гајре
- Гаково
- Галибабинац
- Галица
- Галовић
- Галовићи
- Гамзиград
- Гараши
- Гардиновци
- Гаре
- Гаре
- Гаревина
- Гарево
- Гари
- Гариње
- Гатње
- Гаџин Хан
- Гвоздац
- Гвозденовић
- Гегља
- Гељанце
- Геџе
- Гибарац
- Главинци
- Главица
- Главица
- Главичица
- Главник
- Главотина
- Гладно Село
- Гланица
- Гласовик
- Глашинце
- Гледић
- Глеђица
- Глибовац
- Глобаре
- Глобаре
- Глободер
- Глобочица
- Глобочица
- Глоговац
- Глоговац
- Глоговац
- Глоговац
- Глоговац (г)
- Глоговик
- Глоговица
- Глоговица
- Глоговица
- Глоговце
- Глоговце
- Глогоњ
- Глођане
- Глођане
- Гложан
- Гложане
- Гложане
- Гложје
- Глумач
- Глухавица
- Глушци
- Гминце
- Гнила
- Гњеждане
- Гњилан
- Гњилане (г)
- Гњилица
- Гоголовце
- Годанце
- Годачица
- Годен
- Годечево
- Годишњак
- Годљево
- Годовик
- Годово
- Гојаковићи
- Гојбуља
- Гојин Дол
- Гојиновац
- Гојмановац
- Гојна Гора
- Гокчаница
- Гола Глава
- Голема Њива
- Големи Дол
- Големо Село
- Голеш
- Голешко Врело
- Голешница
- Голи Рид
- Голице
- Голобок
- Голово
- Голочевац
- Голочело
- Голочело
- Голубан
- Голубац
- Голубац
- Голубинци
- Голубиње
- Голубовац
- Голубовац
- Голубовац
- Гораждевац
- Горанце
- Горачево
- Горачићи
- Горина
- Горић
- Горић
- Горичани
- Горјани
- Горновац
- Горња Бадања
- Горња Бејашница
- Горња Бела Река
- Горња Бела Река
- Горња Битиња
- Горња Борина
- Горња Бресница
- Горња Брњица
- Горња Будрика
- Горња Буковица
- Горња Бунуша
- Горња Врањска
- Горња Врбава
- Горња Врежина
- Горња Глама
- Горња Горевница
- Горња Грабовица
- Горња Грлица
- Горња Гуштерица
- Горња Добриња
- Горња Драгуша
- Горња Држина
- Горња Дубница
- Горња Дубница
- Горња Злегиња
- Горња Јајина
- Горња Јошаница
- Горња Каменица
- Горња Клина
- Горња Ковиљача
- Горња Козница
- Горња Коњуша
- Горња Коретица
- Горња Коритница
- Горња Краварица
- Горња Крушица
- Горња Купиновица
- Горња Лапаштица
- Горња Лапаштица
- Горња Лисина
- Горња Локошница
- Горња Ломница
- Горња Лопушња
- Горња Лука
- Горња Љубата
- Горња Љубовиђа
- Горња Микуљана
- Горња Мутница
- Горња Невља
- Горња Омашница
- Горња Оровица
- Горња Отуља
- Горња Пакаштица
- Горња Пешчаница
- Горња Полошница
- Горња Рапча
- Горња Расовача
- Горња Речица
- Горња Ржана
- Горња Рогатица
- Горња Сабанта
- Горња Сипуља
- Горња Слатина
- Горња Слатина
- Горња Соколовица
- Горња Србица
- Горња Стражава
- Горња Стубла
- Горња Студена
- Горња Судимља
- Горња Топоница
- Горња Топоница
- Горња Трепча
- Горња Трешњевица
- Горња Трешњица
- Горња Трнава
- Горња Трнава
- Горња Трнава
- Горња Трница
- Горња Тушимља
- Горња Фуштица
- Горња Црнишава
- Горња Црнућа
- Горња Шаторња
- Горња Шипашница
- Горња Шушаја
- Горњане
- Горње Бабине
- Горње Бријање
- Горње Вараге
- Горње Видово
- Горње Винарце
- Горње Власе
- Горње Врановце
- Горње Гадимље
- Горње Гаре
- Горње Годанце
- Горње Горачиће
- Горње Грбице
- Горње Гргуре
- Горње Добрево
- Горње Драговље
- Горње Жабаре
- Горње Жапско
- Горње Зуниче
- Горње Јабуково
- Горње Јарушице
- Горње Карачево
- Горње Комарице
- Горње Коњувце
- Горње Кординце
- Горње Кормињане
- Горње Кошље
- Горње Крајинце
- Горње Крњино
- Горње Кусце
- Горње Левиће
- Горње Лесковице
- Горње Лопиже
- Горње Љубиње
- Горње Љупче
- Горње Међурово
- Горње Недељице
- Горње Неродимље
- Горње Ново Село
- Горње Обриње
- Горње Поточане
- Горње Преказе
- Горње Пунушевце
- Горње Ратаје
- Горње Рашане
- Горње Романовце
- Горње Сварче
- Горње Село
- Горње Синковце
- Горње Слаковце
- Горње Становце
- Горње Стопање
- Горње Сухотно
- Горње Тламино
- Горње Точане
- Горње Требешиње
- Горње Трњане
- Горње Трудово
- Горње Црнатово
- Горње Црниљево
- Горње Штипље
- Горњи Адровац
- Горњи Бањани
- Горњи Барбеш
- Горњи Бранетићи
- Горњи Брег
- Горњи Буниброд
- Горњи Бучумет
- Горњи Вратари
- Горњи Гајтан
- Горњи Грабовац
- Горњи Дејан
- Горњи Добрић
- Горњи Дреновац
- Горњи Дубац
- Горњи Дубич
- Горњи Душник
- Горњи Жабељ
- Горњи Јасеновик
- Горњи Катун
- Горњи Козји Дол
- Горњи Комрен
- Горњи Криводол
- Горњи Крњин
- Горњи Крстац
- Горњи Крупац
- Горњи Крчин
- Горњи Лајковац
- Горњи Ливоч
- Горњи Липовац
- Горњи Љубеш
- Горњи Макреш
- Горњи Матејевац
- Горњи Милановац (г)
- Горњи Мушић
- Горњи Нерадовац
- Горњи Обилић
- Горњи Орах
- Горњи Петрич
- Горњи Присјан
- Горњи Ратиш
- Горњи Рачник
- Горњи Рибник
- Горњи Рињ
- Горњи Сврачак
- Горњи Сибовац
- Горњи Стајевац
- Горњи Статовац
- Горњи Степош
- Горњи Страњани
- Горњи Стреоц
- Горњи Стрижевац
- Горњи Стрмац
- Горњи Ступањ
- Горњи Суви До
- Горњи Таванкут
- Горњи Црниш
- Горњи Црнобрег
- Горобиље
- Горович
- Горожуп
- Горчинце
- Госпођинце
- Госпођинци
- Гостиље
- Гостиница
- Гостирадиће
- Гостун
- Гостуша
- Готовуша
- Гоч
- Гошево
- Гошево
- Граб
- Грабаница
- Грабац
- Грабовац
- Грабовац
- Грабовац
- Грабовац
- Грабовац
- Грабовац
- Грабовац
- Грабовица
- Грабовица
- Грабовица
- Грабовица
- Грабовница
- Грабово
- Грабово
- Грабовци
- Град
- Град Сталаћ
- Градац
- Градац
- Градац
- Градац
- Градац
- Градац
- Градашница
- Градашница
- Градиње
- Градица
- Градиште
- Градиште
- Градиште
- Градиште
- Градиште
- Градња
- Градојевић
- Градска
- Градсково
- Грађановиће
- Грађеник
- Гражданик
- Грајевце
- Грамада
- Грамађе
- Грамочељ
- Граница
- Границе
- Граничане
- Граово
- Грапа
- Граце
- Грачане
- Грачаница
- Грачаница
- Грачаница
- Грачац
- Грашевци
- Граштица
- Грбавце
- Грбавче
- Гргаје
- Гргетек
- Гргоц
- Гргуревци
- Гргуровце
- Грданица
- Грделица (варош) (г)
- Грделица (село)
- Грдица
- Грдовац
- Грдовићи
- Гребенац
- Гребник
- Гребно
- Гревци
- Гредетин
- Грезна
- Грејач
- Грејковце
- Грејчевце
- Гривац
- Гривска
- Грижани
- Гризиме
- Гркаје
- Гркиња
- Гркљане
- Грлица
- Грлиште
- Грљан
- Грмово
- Грнчар
- Грнчар
- Грнчара
- Грнчаре
- Гробнице
- Грознатовци
- Гроцка (г)
- Грошница
- Грубетиће
- Грудаш
- Гружа
- Грујинци
- Грушић
- Грчак
- Грчац
- Грчина
- Грчић
- Губавце
- Губеревац
- Губеревац
- Губеревац
- Губеревци
- Губетин
- Губин До
- Гувниште
- Гувно Село
- Гугаљ
- Гудурица
- Гујиће
- Гукош
- Гуленовци
- Гулијан
- Гулије
- Гумериште
- Гумниште
- Гумниште
- Гунарош
- Гунцат
- Гунцати
- Гунцати
- Гуњаци
- Гуњевац
- Гуњетина
- Гуњица
- Гургутово
- Гурдијеље
- Гуришевци
- Гуска
- Гуцевиће
- Гуча (варошица) (г)
- Гуча (село)
- Гушавац
- Гушевац
- Гушица

## Д
- Дабиновац
- Дабишевац
- Давидовац
- Давидовац
- Давидовац
- Давидовац
- Давидовица
- Давидовце
- Дадинце
- Даждинце
- Дајићи
- Дајковце
- Далашај
- Дамјане
- Данковиће
- Дањане
- Дањино Село
- Дарковце
- Даросава
- Дашиновац
- Дашница
- Дашница
- Дворане
- Дворане
- Дворица
- Двориште
- Двориште
- Двориште
- Двориште
- Дворска
- Дебелде
- Дебели Луг
- Дебели Луг
- Дебелица
- Дебеља
- Дебељача
- Дебрц
- Дева
- Деваја
- Девет Југовића
- Деветак
- Девети мај
- Девићи
- Девреч
- Девча
- Дегрмен
- Дегурић
- Дедај
- Дедевци
- Дедина Бара
- Дедина
- Дединац
- Дедиње
- Дежева
- Деич
- Дејановац
- Дејанце
- Декутинце
- Делиблато
- Делиград
- Делимеђе
- Деловце
- Депце
- Деретин
- Дероње
- Десетак
- Десивојце
- Десимировац
- Десине
- Десић
- Деспотовац (г)
- Деспотово
- Детане
- Деч
- Дечане (г)
- Дешилово
- Дешишка
- Дивљака
- Дивљана
- Дивостин
- Дивош
- Дивци
- Дивци
- Дивчибаре (г)
- Дикава
- Диканце
- Димитровград (г)
- Димце
- Деоница
- Дићи
- Дљин
- Добановци (г)
- Доблибаре
- Добра
- Добра Вода
- Добра Вода
- Добра Вода
- Добра Лука
- Добрава
- Добрача
- Добраче
- Добрејанце
- Добри До
- Добри До
- Добри До
- Добри До
- Добри До
- Добри До
- Добри Дол
- Добри Дол
- Добри Дуб
- Добри Дуб
- Добриловићи
- Добринци
- Добриње
- Добрић
- Добрић
- Добрица
- Добричево
- Добрње
- Добро Поље
- Добро Поље
- Добровиш
- Доброводица
- Добродељане
- Добродо
- Добродол
- Доброљупци
- Добромир
- Доброселица
- Доброселица
- Добросин
- Добротин
- Добротин
- Добротин
- Добротин
- Добротић
- Доброш
- Доброшевац
- Доброшевина
- Добрујевац
- Добрујевац
- Добруша
- Добруште
- Добрчане
- Доганица
- Догановић
- Догањево
- Дојиновиће
- Дојкинци
- Дојнице
- Докмир
- Дол
- Долац
- Долац
- Долац (насеље)
- Долац
- Долац (село)
- Долине
- Долиће
- Долово
- Долово
- Долово
- Дољ
- Дољак
- Дољане
- Дољане
- Дољани
- Дољашница
- Дољевац
- Доманек
- Доманек
- Домишевина
- Доморовце
- Доња Бадања
- Доња Бејашница
- Доња Бела Река
- Доња Бела Река
- Доња Битиња
- Доња Борина
- Доња Бресница
- Доња Брњица
- Доња Будрига
- Доња Буковица
- Доња Бунуша
- Доња Врбава
- Доња Врежина
- Доња Глама
- Доња Горевница
- Доња Гуштерица
- Доња Добриња
- Доња Драгуша
- Доња Дубница
- Доња Дубница
- Доња Злегиња
- Доња Јајина
- Доња Јошаница
- Доња Каменица
- Доња Клина
- Доња Коњуша
- Доња Коретица
- Доња Коритница
- Доња Краварица
- Доња Крушевица
- Доња Крушица
- Доња Купиновица
- Доња Лапаштица
- Доња Лапаштица
- Доња Ливадица
- Доња Лисина
- Доња Локошница
- Доња Ломница
- Доња Лопушња
- Доња Лука
- Доња Љубата
- Доња Љубовиђа
- Доња Микуљана
- Доња Мутница
- Доња Невља
- Доња Омашница
- Доња Оровица
- Доња Отуља
- Доња Пакаштица
- Доња Пешчаница
- Доња Полошница
- Доња Рапча
- Доња Расовача
- Доња Рача
- Доња Рашица
- Доња Речица
- Доња Ржана
- Доња Сабанта
- Доња Сипуља
- Доња Слатина
- Доња Слатина
- Доња Соколовица
- Доња Србица
- Доња Стражава
- Доња Стубла
- Доња Студена
- Доња Судимља
- Доња Топоница
- Доња Топоница
- Доња Трепча
- Доња Трешњевица
- Доња Трешњица
- Доња Трнава
- Доња Трнава
- Доња Трнава
- Доња Трница
- Доња Фуштица
- Доња Црнишава
- Доња Црнућа
- Доња Шаторња
- Доња Шипашница
- Доња Шушаја
- Доње Бабине
- Доње Бријање
- Доње Вараге
- Доње Видово
- Доње Винарце
- Доње Власе
- Доње Врановце
- Доње Гадимље
- Доње Гаре
- Доње Годанце
- Доње Горачиће
- Доње Грбице
- Доње Гргуре
- Доње Добрево
- Доње Драговље
- Доње Жабаре
- Доње Жапско
- Доње Зуниче
- Доње Исево
- Доње Јабуково
- Доње Јарушице
- Доње Карачево
- Доње Комарице
- Доње Коњувце
- Доње Кординце
- Доње Кормињане
- Доње Крајинце
- Доње Крњино
- Доње Левиће
- Доње Лесковице
- Доње Лопиже
- Доње Љубиње
- Доње Љупче
- Доње Међурово
- Доње Недељице
- Доње Неродимље
- Доње Ново Село
- Доње Ново Село
- Доње Обриње
- Доње Поточане
- Доње Преказе
- Доње Пунушевце
- Доње Рамњане
- Доње Ратаје
- Доње Рашане
- Доње Романовце
- Доње Сварче
- Доње Синковце
- Доње Слаковце
- Доње Становце
- Доње Стопање
- Доње Сухотно
- Доње Тламино
- Доње Точане
- Доње Требешиње
- Доње Трњане
- Доње Црнатово
- Доње Црниљево
- Доње Штипље
- Доњи Адровац
- Доњи Бањани
- Доњи Барбеш
- Доњи Битеш
- Доњи Бранетићи
- Доњи Буниброд
- Доњи Бучумет
- Доњи Вратари
- Доњи Гајтан
- Доњи Грабовац
- Доњи Дејан
- Доњи Добрић
- Доњи Дреновац
- Доњи Дубац
- Доњи Дубич
- Доњи Душник
- Доњи Жабељ
- Доњи Исток
- Доњи Јасеновик
- Доњи Катун
- Доњи Козји Дол
- Доњи Комрен
- Доњи Криводол
- Доњи Крњин
- Доњи Крстац
- Доњи Крупац
- Доњи Крчин
- Доњи Лајковац
- Доњи Ливоч
- Доњи Липовац
- Доњи Љубеш
- Доњи Макреш
- Доњи Матејевац
- Доњи Милановац (г)
- Доњи Мушић
- Доњи Нерадовац
- Доњи Обилић
- Доњи Петрич
- Доњи Петровци
- Доњи Присјан
- Доњи Ратиш
- Доњи Рачник
- Доњи Рибник
- Доњи Рињ
- Доњи Сврачак
- Доњи Сибовац
- Доњи Стајевац
- Доњи Статовац
- Доњи Степош
- Доњи Страњани
- Доњи Стреоц
- Доњи Стрижевац
- Доњи Ступањ
- Доњи Суви До
- Доњи Таванкут
- Доњи Товарник
- Доњи Црнобрег
- Дорослово
- Дошевац
- Драга
- Драгаљице
- Драганац
- Драганићи
- Драгаш (г)
- Драги Део
- Драгијевица
- Драгинац
- Драгинац
- Драгиње
- Драглица
- Драгобиље
- Драгобраћа
- Драгобужде
- Драговац
- Драговац
- Драговац
- Драговита
- Драгово
- Драгодол
- Драгојевац
- Драгојевац
- Драгојловиће
- Драгољ
- Драгољевац
- Драгосињци
- Драгоцвет
- Драгочево
- Драгошевац
- Драгушица
- Дражањ
- Дражевац
- Дражевац
- Дражевиће
- Дражевићи
- Дражево
- Дражиниће
- Дражиновићи
- Дражмировац
- Драиновиће
- Драјинац
- Драјинци
- Драјковце
- Драјчићи
- Драксин
- Дракчићи
- Драмиће
- Драмњак
- Драча
- Драчић
- Драшковац
- Дрваре
- Дрвник
- Дрводељ
- Дрводеља
- Дрежник
- Дрежница
- Дреље
- Дрен
- Дрен
- Дрен
- Дрен
- Дренова
- Дренова
- Дренова
- Дренова
- Дренова Глава
- Дреновац
- Дреновац
- Дреновац
- Дреновац
- Дреновац
- Дреновац
- Дреновац
- Дреновац
- Дреновац
- Дреновац
- Дреновце
- Дреновци
- Дреновчић
- Дренце
- Дренча
- Дрење
- Дречиновац
- Дрешница
- Држановац
- Држина
- Дријетањ
- Дрлаче
- Дрлупа
- Дрлупа
- Дрмановићи
- Дрмно
- Дробеш
- Дробњак
- Дрсник
- Дртевци
- Дрћевац
- Друговац
- Дружетић
- Дружетићи
- Дружиниће
- Дуб
- Дубље
- Дубље
- Дубље
- Дубница
- Дубница
- Дубница
- Дубница
- Дубовац
- Дубовац
- Дубовик
- Дубово
- Дубово
- Дубово
- Дубока
- Дубока
- Дубока
- Дубоко
- Дубоко
- Дубона
- Дубочак
- Дубочане
- Дубочка
- Дубрава
- Дубрава
- Дубрава
- Дубрава
- Дубрава
- Дубрава
- Дубрава
- Дубрава
- Дубравица
- Дуваниште
- Дуга
- Дуга Лука
- Дуга Пољана
- Дуга Пољана
- Дугањиве
- Дуги Дел
- Дуго Поље
- Дугојница
- Дугоњиве
- Дудовица
- Дудулајце
- Дужине
- Дужње
- Дуз
- Дујак
- Дујке
- Дукат
- Дукат
- Дулан
- Дулебе
- Дулене
- Дуље
- Думбија
- Думош
- Дунавац
- Дунаво
- Дунишиће
- Дупељево
- Дупљај
- Дупљаја
- Дупљане
- Дупљане
- Дупци
- Дура
- Дучаловићи
- Дучевац
- Дучина
- Дучић
- Душ
- Душановац
- Душаново
- Душаново
- Душевић
- Душковци
- Душманић
- Душманићи

## Ђ
- Ђаке
- Ђаковица (г)
- Ђаково
- Ђакус
- Ђала
- Ђелекаре
- Ђенерал Јанковић
- Ђераћ
- Ђерекаре
- Ђерекаре
- Ђерекарце
- Ђинђуша
- Ђиновце
- Ђонај
- Ђорђевац
- Ђоцај
- Ђулекаре
- Ђунис
- Ђураковац
- Ђураково
- Ђурашићи
- Ђурђев Дол
- Ђурђевац
- Ђурђево
- Ђурђево
- Ђурђин
- Ђуревац
- Ђуринац
- Ђуринац
- Ђуринци
- Ђурисело
- Ђуришевце
- Ђурковце
- Ђуровац
- Ђушница

## Е
- Елеза
- Елемир
- Енце
- Ервенице
- Ердевик
- Ердеч
- Ереч
- Ерчеге
- Ечка

## Ж
- Жабаљ (г)
- Жабар
- Жабаре
- Жабаре
- Жабари
- Жабари
- Жабељ
- Жабљане
- Жабрен
- Жагубица
- Жажа
- Жаково
- Жалица
- Жаочани
- Жарево
- Жарево
- Жарковац
- Жач
- Жбевац
- Ждеглово
- Ждрело
- Ждрело
- Жеговац
- Жеговачка Врбица
- Жегра
- Жегрова
- Жељево
- Жељине
- Жељуша
- Жеравино
- Жерађе
- Жеровница
- Живинице
- Живињане
- Живица
- Живица
- Живковац
- Живково
- Живковци
- Жидиље
- Жижавица
- Жиливода
- Жилинци
- Жиљци
- Жировница
- Жирче
- Житиње
- Житиње
- Житиште (г)
- Житковац
- Житковац
- Житковица
- Житни Поток
- Житниће
- Житорађа
- Житорађе
- Жича
- Жлне
- Жуб
- Жужељица
- Жуја
- Жујинце
- Жуковац
- Жуње
- Жуње
- Жуњевиће
- Жупа
- Жупањац
- Жупањевац
- Жур
- Жутице
- Жуч
- Жуче
- Жучковац

## З
- Заблаће
- Заблаће
- Заблаће
- Забојница
- Забрдица
- Забрдњи Тоци
- Забрђе
- Забрђе
- Забрђе
- Забрђе
- Забрђе
- Забрђећ
- Забрђе
- Забрега
- Забрега
- Забрежје
- Забрњица
- Завидинце
- Завинограђе
- Завлака
- Заврата
- Загајица
- Заглавак
- Загорица
- Загорје
- Заградина
- Заграђе
- Заграђе
- Заграђе
- Заграђе
- Загрмље
- Загужане
- Загужање
- Загуље
- Зајача
- Зајечар (г)
- Зајечиће
- Зајмово
- Зајчевце
- Заклопача
- Заклопача
- Закут
- Закута
- Залоговац
- Залуг
- Залужње
- Замчање
- Заовине
- Заостро
- Западни Мојстир
- Заплужје
- Зарбинце
- Зарево
- Зарожје
- Зарубе
- Засавица I
- Засавица II
- Засад
- Засела
- Засеље
- Засковци
- Заскок
- Заступ
- Затоње
- Затрић
- Зауглине
- Захаћ
- Захумско
- Збојштица
- Зборце
- Звезд
- Звездан
- Звечан (г)
- Звечка
- Звиздар
- Звијезд
- Звонце
- Згатар
- Здравиње
- Здравиње
- Здравчићи
- Зебинце
- Зебинце
- Зебица
- Зебица
- Зеленик
- Зелетово
- Земаница
- Зеоке
- Зеоке
- Зечевиће
- Зијача
- Зјум Опољски
- Зјум Хас
- Зладовац
- Зладовце
- Злакуса
- Злата
- Златанце
- Златаре
- Златаре
- Златаре
- Златари
- Златарић
- Златибор (г)
- Златићево
- Златово
- Златокоп
- Зли Дол
- Зли Поток
- Злодол
- Злокућане
- Злокућане
- Злокућане
- Злопек
- Злот
- Злоћудово
- Змајево
- Змињак
- Зобнатица
- Зојић
- Зољево
- Зоровац
- Зоруновац
- Зочиште
- Зрењанин (г)
- Зрзе
- Зрзе
- Зрносек
- Зубетинац
- Зубин Поток
- Зубовац
- Зукве
- Зулфај
- Зупче
- Зуце

## И
- Ибарско Постење
- Иваја
- Иван Кула
- Иванковац
- Иваново
- Ивановци
- Иванча
- Ивање
- Ивање
- Ивањица (г)
- Ивезићи
- Ивковачки Прњавор
- Игларево
- Игриште
- Игриште
- Игрош
- Идвор
- Иђош
- Ижанце
- Изатовци
- Избеница
- Избица
- Избице
- Избичањ
- Избиште
- Изварица
- Извор
- Извор
- Извор
- Извор
- Извор
- Извор
- Извор
- Извори
- Изрок
- Изумно
- Иланџа
- Илино
- Илинце
- Илинци
- Инатовце
- Инђија (г)
- Иново
- Ириг (г)
- Иричићи
- Исаково
- Искровци
- Истинић
- Исток (г)
- Источни Мојстир

## Ј
- Јабланица
- Јабланица
- Јабланица
- Јабланица
- Јабланица
- Јабланица
- Јабланица
- Јабланица
- Јабланица
- Јабланица
- Јабланка
- Јабука
- Јабука
- Јабука
- Јабуковац
- Јабуковик
- Јабучево
- Јабучје
- Јабучје
- Јавор
- Јавор
- Јаворје
- Јаворска Равна Гора
- Јагличје
- Јагњеница
- Јагњило
- Јагњило
- Јагода
- Јагодина (г)
- Јагоштица
- Јадранска Лешница
- Јажинце
- Јазак
- Јазовик
- Јазовник
- Јазово
- Јајчић
- Јакаљ
- Јаковац
- Јаковље
- Јаковљево
- Јаково
- Јалботина
- Јаловик Извор
- Јаловик
- Јамена
- Јанков Мост
- Јанков Поток
- Јанош
- Јаношик
- Јанча
- Јанчићи
- Јанчиште
- Јања
- Јањево
- Јарак
- Јаребице
- Јаребице
- Јарешник
- Јариње
- Јарковац
- Јарковци
- Јарменовци
- Јарсеново
- Јарчујак
- Јасенак
- Јасеница
- Јасеница
- Јасеница
- Јасенов Дел
- Јасеновик
- Јасеновик
- Јасеново
- Јасеново
- Јасеново
- Јасење
- Јасика
- Јасиковица
- Јасиково
- Јасић
- Јастребац
- Јастребац
- Јастребац
- Јахоц
- Јаша Томић (г)
- Јашуња
- Јевик
- Јевремовац
- Јежевица
- Језгровиће
- Јездина
- Језеро
- Језеро
- Језеро
- Језеро
- Језерце
- Јелав
- Јелакце
- Јелакци
- Јелача
- Јелашница
- Јелашница
- Јелашница
- Јелашница
- Јелашница
- Јелен До
- Јеленац
- Јеленча
- Јелиће
- Јеловац
- Јеловац
- Јеловик
- Јеловик
- Јеловица
- Јерли Прелез
- Јерли Садовина
- Јерли Талиновац
- Јерменовци
- Јешково
- Јова
- Јовановац
- Јовановац
- Јовановце
- Јовања
- Јовац
- Јовац
- Јовине Ливаде
- Јовић
- Јошаница
- Јошаница
- Јошаница
- Јошаница
- Јошаница
- Јошаничка Бања (г)
- Јошанички Прњавор
- Јошева
- Јошева
- Јошева
- Јошевик
- Јошје
- Југ Богдановац
- Југовац
- Југовићи
- Јужни Кочарник
- Јунаке
- Јуник
- Јунковац
- Јунковац
- Јунчевићи

## К
- Кабаш
- Кабаш
- Кабаш Хас
- Кавадар
- Кавило
- Кадина Лука
- Казновиће
- Кајково
- Кајтасово
- Калабовце
- Калањевци
- Калафати
- Каленић
- Каленићи
- Каленићки Прњавор
- Каленовац
- Калетинац
- Калиманићи
- Калиманце
- Калиновац
- Калипоље
- Каличане
- Каличина
- Калиште
- Кална
- Кална
- Калово
- Калудра
- Калудра
- Калуђерево
- Калуђерица
- Калуђеровићи
- Калуђерово
- Калуђерце
- Каљатица
- Камбелевац
- Камена Глава
- Камена Гора
- Каменаре
- Камендол
- Каменица
- Каменица
- Каменица
- Каменица
- Каменица
- Каменица
- Каменица
- Каменица
- Каменица
- Каменица
- Каменица
- Каменица
- Каменица
- Каменово
- Камењани
- Камењача
- Камешница
- Камијево
- Камик
- Кандалица
- Кањевина
- Кањижа (г)
- Каона
- Каона
- Каона
- Каоник
- Капит
- Капиџија
- Капра
- Каравуково
- Карадак
- Карадник
- Карађорђевац
- Карађорђево
- Карађорђево
- Карајукића Бунари
- Караманица
- Каран
- Карановац
- Караула
- Караче
- Карачица
- Карашинђерђ
- Карбулово
- Каре
- Карловчић
- Карошевина
- Касидол
- Касидоли
- Кастрат
- Катићи
- Катрга
- Катун
- Катун
- Каћ
- Каћево
- Кацабаћ
- Кацапун
- Качандол
- Качаник (г)
- Качапор
- Качарево (г)
- Качер
- Качибег
- Качикол
- Качулице
- Кашаљ
- Кашевар
- Кашица
- Кашице
- Каштавар
- Кеви
- Келебија
- Кесеровина
- Кијевац
- Кијевац
- Кијево
- Кијево
- Кијевце
- Кијевци
- Кијевчиће
- Кикинда (г)
- Кикојевац
- Кисач
- Кисела Бања
- Кисиљево
- Кишна Река
- Кишно Поље
- Кладерница
- Кладница
- Кладово (г)
- Кладурово
- Кладушница
- Клајић
- Кланица
- Клатичево
- Клачевица
- Клашнић
- Клашњице
- Клек
- Клекова
- Кленак
- Кленике
- Кленовац
- Кленовник
- Клење
- Клење
- Клење
- Клечка
- Клечке
- Клина (г)
- Клинавац
- Клиновац
- Клинци (Ваљево)
- Клинчина
- Клисура
- Клисура
- Клисура
- Клисурица
- Клисурица
- Кличевац
- Клобукар
- Клока
- Клокот
- Клокочевац
- Клупци
- Кљајићево
- Кључ
- Кметовце
- Кнежевац
- Кнежевац
- Кнежево
- Кнежица
- Кнежица
- Кнез Село
- Кнић
- Книћанин
- Књажевац (г)
- Кобања
- Кобиља Глава
- Кобиље
- Кобиље
- Кобиље
- Кобишница
- Кованица
- Кованлук
- Кованлук
- Коваче
- Ковачева Бара
- Ковачевац
- Ковачевац
- Ковачевац
- Ковачевац
- Ковачево
- Ковачи
- Ковачи
- Ковачи
- Ковачица
- Ковачица (г)
- Ковачице
- Ковизла
- Ковилово
- Ковилово
- Ковиљ
- Ковиље
- Ковин (г)
- Ковиоци
- Ковраге
- Кодралија
- Кодралија
- Кожељ
- Кожетин
- Кожинце
- Кожица
- Кожље
- Кожуар
- Козаре
- Козарево
- Козарица
- Козељ
- Козило
- Козја
- Козјак
- Козличић
- Козник
- Козник
- Козница
- Козница
- Којловица
- Којуш
- Кокошиће
- Коларе
- Колари
- Колић
- Коло
- Кололеч
- Колуница
- Колут
- Комадине
- Команице
- Комаране
- Комарани
- Комарица
- Комирић
- Коморане
- Коморане
- Конак
- Конарево
- Конатице
- Кониче
- Конопница
- Кончарево
- Кончић
- Кончуљ
- Конџељ
- Коњарник
- Коњевићи
- Коњино
- Коњиц
- Коњска Река
- Коњско
- Коњува
- Коњух
- Коњух
- Коњуша
- Коњуша
- Коњушевац
- Копајкошара
- Копањане
- Копаоник
- Копиловиће
- Копитарце
- Копљаре
- Копориће
- Коприва
- Копривна
- Копривница
- Копровница
- Копривница
- Копривница
- Копривница
- Копривштица
- Кораћевац
- Кораћица
- Корбевац
- Корбово
- Корбул
- Корбулић
- Коренита
- Кореница
- Коретин
- Коретиште
- Кориље
- Коритник
- Коритњак
- Кориша
- Корлаће
- Корман
- Корман
- Корман
- Косанчић
- Косанчић
- Косатица
- Косин
- Косјерић (варош) (г)
- Косјерић (село)
- Космача
- Космовац
- Косовица
- Косово Поље (г)
- Косовска Каменица (г)
- Косовска Митровица (г)
- Косовце
- Костадиновац
- Костадинце
- Костајник
- Костеница
- Костин Поток
- Костојевићи
- Костол
- Костолац (г)
- Костомлатица
- Кострошевци
- Кострц
- Кострце
- Костур
- Косурић
- Косуриће
- Котешица
- Котлина
- Которе
- Котрадић
- Котража
- Котража
- Котроман
- Коћура
- Коцељева
- Кочане
- Кочетин
- Кочине
- Кочино Село
- Кош
- Кошаре
- Кошаре
- Кошарно
- Кошеви
- Кошевине
- Коштањево
- Коштунићи
- Кошутане
- Кошутица
- Кошутово
- Кошутово
- Кпуз
- Краварица
- Кравиће
- Кравље
- Крављи До
- Кравосерија
- Крагујевац (г)
- Крајиновиће
- Крајишник
- Крајишници
- Крајиште
- Крајк
- Крајковац
- Крајково
- Крајмировце
- Крајнидел
- Краљане
- Краљево
- Краљево (г)
- Краљевци
- Крамовик
- Красава
- Красалић
- Красмировац
- Краставче
- Кратово
- Крвавица
- Крвавци
- Крвије
- Крежбинац
- Кремената
- Кременица
- Кремиће
- Кремна
- Крента
- Крепољин
- Кржава
- Кржинце
- Крива Река
- Крива Река
- Крива Река
- Крива Феја
- Криваја
- Криваја
- Криваја
- Криваја
- Кривача
- Кривача
- Кривача
- Кривељ
- Кривеник
- Криви Вир
- Криви Дел
- Криљево
- Крлигате
- Крнић
- Крнуле
- Крња Јела
- Крњача
- Крњево
- Крњешевци
- Крњи Град
- Крњина
- Крњинце
- Крпејце
- Крпимеј
- Кртац
- Крстац
- Крстићево
- Крстовац
- Кртинска
- Крток
- Крће
- Крћевац
- Крупаја
- Крупањ (г)
- Крупац
- Крупац
- Крушар
- Крушева Глава
- Крушевац
- Крушевац
- Крушевац
- Крушевац (г)
- Крушевица
- Крушевица
- Крушевица
- Крушевица
- Крушевица
- Крушево
- Крушево
- Крушево
- Крушево
- Крушедол Прњавор
- Крушедол Село
- Крушје
- Крушце
- Крушчић
- Крушчица
- Крушчица
- Крушчица
- Крчедин
- Крчмар
- Крчмаре
- Кршање
- Кршевица
- Кршна Глава
- Кудреш
- Кузмин
- Кузмин
- Кузмичево
- Кујавица
- Кукавица
- Кукавица
- Кукавица
- Кукићи
- Куклибег
- Кукљин
- Куковце
- Кукујевци
- Кукуловце
- Кукуљане
- Кукуровићи
- Кула (г)
- Кула
- Кула
- Кулина
- Кулиновци
- Кулич
- Кулпин
- Кумане
- Кумане
- Куманица
- Куманово
- Кумарево
- Кумарево
- Кунице
- Куновик
- Куновица
- Куново
- Купиник
- Купининце
- Купиновац
- Купиново
- Купиново
- Купузиште
- Купусина
- Купусина
- Курбалија
- Курилово
- Курићи
- Курјаче
- Куршумлија (г)
- Куршумлијска Бања (г)
- Куса Врана
- Кусадак
- Кусар
- Кусић
- Кусиће
- Кусовац
- Кутлеш
- Кутловац
- Кутловац
- Кутлово
- Кутлово
- Кутње
- Кућане
- Кућани
- Кућица
- Кућиште
- Куцура
- Кучајна
- Кучево (г)
- Кучин
- Кушевац
- Кушиљево
- Кушићи
- Кушнин
- Куштендил
- Куштиљ
- Куштица

## Л
- Лабљане
- Лабљане
- Лабуково
- Лабучево
- Ладовац
- Ладовица
- Ладровац
- Ладровић
- Лађевци
- Лаз Белопаћ
- Лазаревац
- Лазаревац
- Лазаревац (г)
- Лазарево
- Лазарево Село
- Лазарево
- Лазарица
- Лазац
- Лазине
- Лазница
- Лајковац (варош) (г)
- Лајковац (село)
- Лалетић
- Лалинац
- Лалинац
- Лалиновац
- Лалинце
- Лалинци
- Лалић
- Ландовица
- Ландол
- Ланиште
- Ланиште
- Ланиште
- Лапље Село
- Лапово (варошица) (г)
- Лапово (село)
- Лапотинце
- Лапушник
- Ласово
- Латвица
- Латковац
- Латковић
- Лаћарак
- Лаћислед
- Лаудоновац
- Лауша
- Лауша
- Лашкобаре
- Лебане
- Лебане (г)
- Лебет
- Лебина
- Лева Река
- Левићи
- Левовик
- Левосоје
- Леденик
- Лединци
- Лежимир
- Лез
- Лелић
- Лелићи
- Леновац
- Леовић
- Леочина
- Лепаја
- Лепена
- Лепенац
- Лепеница
- Лепина
- Лепојевић
- Лепосавић (г)
- Лепчинце
- Лесеновци
- Лескова Бара
- Лескова
- Лесковац
- Лесковац
- Лесковац
- Лесковац
- Лесковац
- Лесковац
- Лесковац (г)
- Лесковик
- Лесковик
- Лесковица
- Лесковица
- Лесково
- Лесковчић
- Лесница
- Летанце
- Летница
- Летовица
- Летовиште
- Леушићи
- Леце
- Леча
- Лешак (г)
- Лешане
- Лешево
- Лешје
- Лешница
- Лештане
- Лештане
- Ливадица
- Ливађе
- Ливађе
- Лијева Река
- Ликовац
- Ликодра
- Ликошане
- Линово
- Липа
- Липа
- Липар
- Липе
- Липе
- Липеновић
- Липица
- Липљан (г)
- Липље
- Липница
- Липница
- Липница
- Липнички Шор
- Липова
- Липовац
- Липовац
- Липовац
- Липовац
- Липовац
- Липовац
- Липовац
- Липовица
- Липовица
- Липовица
- Липовица
- Липовица
- Липовица
- Липовица
- Липолист
- Лис
- Лиса
- Лисина
- Лисица
- Лисице
- Лисо Поље
- Лисовић
- Лисоцка
- Личин Дол
- Личје
- Лободер
- Ловац
- Ловћенац
- Ловце
- Ловци
- Ловци
- Лођа
- Ложане
- Лозан
- Лозане
- Лозањ
- Лозица
- Лозиште
- Лозна
- Лознац
- Лозница
- Лозница
- Лозница (г)
- Лозничко Поље
- Лозно
- Лозно
- Лозовик
- Лозовик
- Лојанице
- Лок
- Локва
- Локва
- Локве
- Локвица
- Ломница
- Ломница
- Лончаник
- Лоњин
- Лопардинце
- Лопатањ
- Лопатница
- Лопаш
- Лопаш
- Лопужње
- Лопушник
- Лорет
- Лоћане
- Лоћика
- Лоћика
- Лочевци
- Лубница
- Луг
- Луг
- Луг
- Луг
- Луг Дубница
- Лугавчина
- Лугађија
- Лугађија
- Лугаре
- Лугаџија
- Лугово
- Лужане
- Лужане
- Лужница
- Лужнице
- Лука
- Лукавац
- Лукавац
- Лукавица
- Лукавица
- Лукавица
- Лукар
- Лукаре
- Лукаре
- Лукарско Гошево
- Лукарце
- Луке
- Лукино Село
- Лукићево
- Луковица
- Луково
- Луково
- Луково
- Луково
- Луково
- Лукомир
- Лукоцрево
- Луњевац
- Луњевица
- Лучане
- Лучани (варошица) (г)
- Лучани (село)
- Лучина
- Лучица
- Лучице
- Лучка Река

## Љ
- Љајчић
- Љаник
- Љеваја
- Љевоша
- Љепојевићи
- Љешане
- Љешница
- Љештанско
- Љештар
- Љиг (г)
- Љиљанце
- Љуба
- Љубава
- Љубање
- Љубатовица
- Љубенић
- Љуберађа
- Љубижда
- Љубижда Хас
- Љубижда
- Љубинић
- Љубинци
- Љубиње
- Љубић
- Љубић
- Љубичевац
- Љубичевац
- Љубичево
- Љубиш
- Љубиште
- Љубовац
- Љубовија
- Љубовиште
- Љубово
- Љубожда
- Љубуша
- Љугбунар
- Љукинај
- Љуково
- Љуљаци
- Љумбарда
- Љуптен
- Љутаје
- Љутеж
- Љутице
- Љутице
- Љутова
- Љутовница
- Љутово
- Љутоглав
- Љутоглава
- Љуша
- Љушта

## М
- Маврић
- Магаш
- Маглић
- Маглич
- Магово
- Магура
- Мађаре
- Мађаре
- Мађаре
- Мађер
- Мађере
- Мађере
- Мажић
- Мажићи
- Мазап
- Мазараћ
- Мазгит
- Мазгош
- Мазник
- Мазрек
- Мајанце
- Мајдан
- Мајдан
- Мајданпек (г)
- Мајдево
- Мајдево
- Мајиловац
- Мајиновић
- Мајковац
- Мајур
- Мајур
- Маквиште
- Маковац
- Маковиште
- Макрешане
- Макрмаљ
- Макце
- Мала Биљаница
- Мала Босна
- Мала Браина
- Мала Бресница
- Мала Врањска
- Мала Врбица
- Мала Врбица
- Мала Врбица
- Мала Врбница
- Мала Врбница
- Мала Грабовница
- Мала Грабовница
- Мала Добрања
- Мала Драгуша
- Мала Дренова
- Мала Иванча
- Мала Јабланица
- Мала Јасикова
- Мала Јежевица
- Мала Калудра
- Мала Каменица
- Мала Копашница
- Мала Косаница
- Мала Крсна
- Мала Круша
- Мала Крушевица
- Мала Моштаница
- Мала Плана
- Мала Плана
- Мала Река
- Мала Река
- Мала Река
- Мала Ремета
- Мала Слатина
- Мала Сугубина
- Мала Хоча
- Малајница
- Мале Пијаце
- Малетина
- Малешево
- Малешево
- Мали Алаш
- Мали Белаћевац
- Мали Београд
- Мали Борак
- Мали Бошњак
- Мали Врановац
- Мали Вртоп
- Мали Годен
- Мали Дреновац
- Мали Ђурђевик
- Мали Жам
- Мали Звечан
- Мали Зворник (г)
- Мали Иђош
- Мали Извор
- Мали Извор
- Мали Јасеновац
- Мали Јовановац
- Мали Крчимир
- Мали Купци
- Мали Мирашевац
- Мали Песак
- Мали Пожаревац
- Мали Поповић
- Мали Радинци
- Мали Суводол
- Мали Трновац
- Мали Црљени
- Мали Шењ
- Мали Шиљеговац
- Мали Штупељ
- Малишево
- Малишево
- Мало Баваниште
- Мало Боњинце
- Мало Војловце
- Мало Головоде
- Мало Градиште
- Мало Грацко
- Мало Дубово
- Мало Кичиће
- Мало Крушево
- Мало Крушинце
- Мало Крчмаре
- Мало Лаоле
- Мало Орашје
- Мало Рибаре
- Мало Ропотово
- Мало Рударе
- Мало Средиште
- Мало Црниће
- Малопољце
- Малошиште
- Малча
- Маљевић
- Маљевиће
- Маљуревац
- Мамуша
- Мана
- Манајле
- Манастир
- Манастирица
- Манастирица
- Манастирица
- Манастирце
- Манђелос
- Манић
- Манишинце
- Манојлица
- Манојловце
- Манојловци
- Мањак
- Мањинац
- Маови
- Марадик
- Марганце
- Марганце
- Маргита
- Маревце
- Маревце
- Мареново
- Марина
- Марина Кутина
- Мариновац
- Маричиће
- Маркова Црква
- Марковац
- Марковац
- Марковац
- Марковиће
- Марковићево
- Марковица
- Мармуле
- Маровац
- Маровце
- Мартинци
- Мартонош
- Маршић
- Маскар
- Маскаре
- Маскова
- Маслошево
- Масурица
- Масуровац
- Матарова
- Матаруге
- Матаруге
- Матарушка Бања (г)
- Матијевац
- Матица
- Матичане
- Маћедонце (Реткоцерско)
- Маћедонце
- Маћија
- Мачванска Митровица (г)
- Мачвански Причиновић
- Мачевац
- Мачина
- Мачитево
- Мачја Стена
- Мачкат
- Мачкатица
- Мачковац
- Мачковац
- Машовиће
- Медаре
- Медвеђа
- Медвеђа
- Медвеђа (г)
- Медвеђица
- Медвеце
- Медвеце
- Медевце
- Медовине
- Медојевац
- Медошевац
- Медошевац
- Медреговац
- Међа
- Међа
- Међани
- Међеђи Поток
- Међувршје
- Међугор
- Међулужје
- Међуреч
- Међуречје
- Међуречје
- Међухана
- Мезграја
- Мезграја
- Мездраја
- Меја Оризе
- Меки До
- Мекиниће
- Мекиш
- Мелаје
- Меленци
- Мелница
- Мелово
- Мељак
- Мељаница
- Мељеница
- Мердаре
- Мердаре
- Меровац
- Мерошина
- Мерћез
- Мерџелат
- Месарци
- Месић
- Метикош
- Метковић
- Метлић
- Метовница
- Метохија
- Метриш
- Мећа
- Механе
- Меховине
- Мечји До
- Мечковац
- Мешево
- Мешина
- Мигановце
- Мијајлица
- Мијајловац
- Мијак
- Мијаковце
- Мијалић
- Мијани
- Мијатовац
- Мијачи
- Мијовце
- Мијоска
- Микуловац
- Микушница
- Милавац
- Милавчићи
- Милаковац
- Милаковићи
- Милановац
- Милановац
- Милановић
- Миланово
- Миланово
- Милатковиће
- Милатовац
- Милатовац
- Милатовићи
- Милевци
- Милентија
- Милетићево
- Милешево
- Милешево
- Милива
- Миливојце
- Милијеш
- Милина
- Милиће
- Милићево Село
- Милићевци
- Милићи
- Миличиница
- Милојковац
- Милорци
- Милочај
- Милошев До
- Милошевац
- Милошевац
- Милошево
- Милошево
- Милошево
- Милутиновац
- Милутовац
- Милушинац
- Миљај
- Миљевић
- Миљевићи
- Миљковац
- Миљковац
- Миљковац
- Миљковица
- Минићево
- Миоковиће
- Миоковци
- Миокус
- Миолиће
- Мионица
- Мионица (село)
- Мионица (варошица) (г)
- Мирановац
- Мирановачка Кула
- Миратовац
- Мирашевац
- Мирена
- Миријево
- Мириловац
- Мирковци
- Мирница
- Мировац
- Мирово
- Миронић
- Миросавље
- Миросаљци
- Миросаљци
- Мироч
- Мироче
- Мирошевце
- Мируша
- Мисача
- Мислођин
- Митрова
- Мићуново
- Михајловац
- Михајловац
- Михајлово
- Мишар
- Мишевић
- Мишевићи
- Мишићево
- Мишљеновац
- Мишчиће
- Младеновац (село)
- Младеновац (варош) (г)
- Младеново
- Мланча
- Млачиште
- Млекоминци
- Млечане
- Млике
- Мовљане
- Могила
- Моглица
- Модра Стена
- Модрица
- Мозгово
- Мозгово
- Мојинци
- Мојковић
- Мојсиње
- Мојсиње
- Мојстир
- Моклиште
- Мокра
- Мокра Гора
- Мокрање
- Мокрин
- Мол (г)
- Молић
- Моловин
- Моравац
- Моравски Бујмир
- Моравци
- Моралија
- Морани
- Морина
- Моровић
- Мосна
- Мотрић
- Мочаре
- Мочиоци
- Мошница
- Мошорин
- Моштаница
- Мрамор
- Мрамор
- Мраморак
- Мраморац
- Мраморски Поток
- Мраморско Брдо
- Мрасор
- Мратишић
- Мрвеш
- Мрђеновац
- Мрзеница
- Мрковица
- Мркоње
- Мрљак
- Мрмош
- Мровска
- Мрсаћ
- Мртвица
- Мрча
- Мрчајевци
- Мрчић
- Мрчићи
- Мрчковац
- Мрчковина
- Мршељ
- Мршељи
- Мршинци
- Мрштане
- Мудраковац
- Мужевине
- Мужинац
- Мужичане
- Музаће
- Мур
- Мурадем
- Мурга
- Мургаш
- Мургула
- Муре
- Мусина Река
- Мустапић
- Мусуљ
- Мутањ
- Мухаџер Бабуш
- Мухаџер Прелез
- Мухаџер Талиновац
- Муховац
- Мухово
- Муховце
- Мучибаба
- Мучибаба
- Мучиврце
- Мушвете
- Мушићи
- Мушковина
- Мушниково
- Мушутиште

## Н
- Набоје
- Набрђе
- Набрђе
- Навалин
- Наглавци
- Надаљ
- Надрље
- Надумце
- Назарица
- Накараде
- Накло
- Наково
- Накривањ
- Накучани
- Накучани
- Намга
- Наномир
- Наставце
- Наталинци
- Наупаре
- Нашец
- Нашпале
- Нашушковица
- Небрегоште
- Невада
- Неваде
- Невољане
- Негбина
- Неговац
- Негосавље
- Неготин (г)
- Неготинац
- Негришори
- Негровце
- Недаковац
- Нековце
- Некодим
- Неменикуће
- Непоље
- Непребиште
- Непричава
- Нерадин
- Нересница
- Несалце
- Несврта
- Несврта
- Нећавце
- Неузина
- Нец
- Нештин
- Нивоказ
- Ника
- Никинци
- Никовце
- Никојевићи
- Никола Тесла
- Николинац
- Николинци
- Николичево
- Никшић
- Ниш (г)
- Нишевац
- Нишевце
- Нишка Бања (г)
- Нишор
- Нишор
- Нова Божурна
- Нова Брезовица
- Нова Варош (г)
- Нова Гајдобра
- Нова Пазова
- Нова Топола
- Нова Црвенка
- Нова Црња
- Нова Шумадија
- Новаке
- Новаци
- Новаци
- Нови Бановци
- Нови Бечеј (г)
- Нови Брачин
- Нови Верић
- Нови Глог
- Нови Ђуровац
- Нови Жедник
- Нови Завој
- Нови Итебеј
- Нови Карловци
- Нови Кнежевац (г)
- Нови Козарци
- Нови Козјак
- Нови Милановац
- Нови Мираш
- Нови Пазар (г)
- Нови Раушић
- Нови Сад (г)
- Нови Сип
- Нови Сланкамен
- Ново Брдо
- Ново Корито
- Ново Ланиште
- Ново Милошево
- Ново Момчилово
- Ново Орахово
- Ново Рујце
- Ново Село
- Ново Село
- Ново Село
- Ново Село
- Ново Село
- Ново Село
- Ново Село
- Ново Село
- Ново Село
- Ново Село
- Ново Село
- Ново Село
- Ново Село
- Ново Село
- Ново Село
- Ново Село
- Ново Село
- Ново Село
- Ново Село
- Ново Село
- Ново Село
- Ново Село Бегово
- Ново Село Мађунско
- Ново Чикатово
- Ногавац
- Нозрина
- Номаница
- Норча
- Носаље
- Носољин
- Ноћај
- Ноћаје

## Њ
- Његошево

## О
- Обајгора
- Обилић
- Обилић (г)
- Облачина
- Обличка Сена
- Оборњача
- Оборњача
- Обрадовце
- Ображда
- Обранџа
- Обрва
- Обреж
- Обреж
- Обреновац
- Обреновац (г)
- Обровац
- Обртинце
- Овсињинац
- Овсиште
- Овча (г)
- Овчар Бања
- Овчаре
- Овчарево
- Овчиња
- Огар
- Оглађеновац
- Огоште
- Одановце
- Одевце
- Одојевиће
- Озрем
- Озрим
- Ојковица
- Оклап
- Оклаце
- Оклетац
- Околиште
- Окосе
- Окосница
- Окраштица
- Округлица
- Округлица
- Омољица
- Опаљеник
- Опарић
- Опланић
- Опланићи
- Опово (г)
- Опорница
- Оптеруша
- Оране
- Ораовац
- Ораовица
- Ораовица (код Грделице)
- Ораовица (код Црковнице)
- Ораовица
- Ораовица
- Ораховац (г)
- Орахово
- Орахово
- Орашац
- Орашац
- Орашац
- Орашац
- Орашац
- Ораше
- Орашје
- Орашје
- Ореовац
- Ореовац
- Ореовица
- Ореовица
- Орешац
- Орешац
- Орешковица
- Орид
- Орлане
- Орлате
- Орловат
- Орловац
- Орловић
- Орља
- Орља Глава
- Орљане
- Орље
- Орљево
- Орно Брдо
- Оровичка Планина
- Ором
- Оруглица
- Орчуша
- Осаница
- Осаоница
- Осаоница
- Осек Паша
- Осек Хиља
- Осеченица
- Осечина (варошица)
- Осечина (село)
- Осипаоница
- Осладић
- Осларе
- Осмакова
- Оснић
- Осојане
- Осоје
- Осоје
- Осоје
- Осоница
- Осреци
- Остатовица
- Остојићево
- Остра
- Остраће
- Остриковац
- Островица
- Островица
- Островица
- Острово
- Острово
- Острозуб
- Острозуб
- Остружањ
- Остружница (г)
- Острц
- Отањ
- Отроци
- Охоље
- Очаге
- Оџаци
- Оџаци (г)
- Ошљане
- Ошљане
- Оштра Глава
- Оштра Стијена
- Оштрељ

## П
- Паваштица
- Павлица
- Павличина
- Павлиш
- Павловац
- Павловац
- Павловци
- Павље
- Пагаруша
- Падалиште
- Падеж
- Падеж
- Падеј
- Падина
- Падина
- Падине
- Падинска Скела
- Пајазитово
- Пајеж
- Пајковац
- Пајсак
- Пајсијевић
- Пакашница
- Паклештица
- Пакље
- Паковраће
- Палатна
- Палежница
- Паливоденица
- Палиграце
- Паликућа
- Палилула
- Палић (г)
- Палојце
- Паља
- Паљабарда
- Паљане
- Паљево
- Паљевштица
- Паљина
- Паљуви
- Памбуковица
- Паневље
- Панково
- Панојевиће
- Панонија
- Пантина
- Панчево (г)
- Панчело
- Пањак
- Пањевац
- Пањевац
- Папаз
- Папаз
- Папић
- Папиће
- Папратиште
- Папратна
- Папраћане
- Параге
- Парада
- Паралово
- Паралово
- Паралово
- Парамун
- Параћин (г)
- Пардик
- Парменац
- Парта
- Партеш
- Паруновац
- Паруце
- Парцане
- Парцани
- Парчин
- Паси Пољана
- Пасјак
- Пасјак
- Пасјане
- Пасјач
- Пасјача
- Пасјача
- Пасји Поток
- Паскашија
- Пасковац
- Пасома
- Пауне
- Пацај
- Пачарађа
- Пачир
- Пашинац
- Пашино Село
- Паштрић
- Пеар
- Пејиновић
- Пејковац
- Пекчаница
- Пендуха
- Пепељ
- Пепељевац
- Пепељевац
- Пепељевац
- Пепиће
- Перане
- Периш
- Перлез
- Пертате
- Перуника
- Перутина
- Перућац
- Пестиш
- Пестово
- Петачинци
- Петерлаш
- Петина
- Петка
- Петка
- Петковић
- Петковица
- Петловача
- Петница
- Петница
- Петраштица
- Петријево
- Петриље
- Петроварадин (г)
- Петровац
- Петровац
- Петровац
- Петровац
- Петровац
- Петровац на Млави (г)
- Петровић
- Петрово
- Петрово Поље
- Петрово Село
- Петрово Село
- Петровце
- Петровчић
- Петропоље
- Петруша
- Петрушан
- Пећ (г)
- Пећане
- Пећани (г)
- Пећинци
- Пецка
- Печаница
- Печено
- Печеног
- Печењевце
- Пивнице
- Пидић
- Пиларета
- Пилатовићи
- Пилица
- Пиносава (г)
- Пиране
- Пирковац
- Пироман
- Пирот (г)
- Пирче
- Пискаље
- Пискања
- Пископовце
- Пискупово
- Пиштане
- Плава
- Плавково
- Плављане
- Плавна
- Плавна
- Плавце
- Плажане
- Плајник
- Плакаоница
- Плана
- Плана
- Плана
- Пландиште
- Планеја
- Планина
- Планиница
- Планиница
- Планиница
- Планиница
- Планиница
- Планиница
- Плањане
- Пласковац
- Платичево
- Плашће
- Племетина
- Пленибабе
- Плеш
- Плешин
- Плешина
- Плитковић
- Плоча
- Плоча
- Плоча
- Плочица
- Плочице
- Плочник
- Плочник
- Плужац
- Плужина
- Плужина
- Пљаково
- Пљанчор
- Пљачковица
- Победа
- Побрђе
- Побрђе
- Побрђе
- Поганово
- Поглед
- Пограђе
- Пода
- Подвис
- Подвршка
- Подгорац
- Подгорац
- Подгорце
- Подграђе
- Подина
- Подлокањ
- Поднемић
- Подримце
- Подујево (г)
- Подунавци
- Пожар
- Пожарање
- Пожаревац (г)
- Пожега
- Пожега (г)
- Пожегрмац
- Пожежено
- Пожежина
- Позлата
- Појате
- Појатиште
- Поклек
- Покрвеник
- Покрвеник
- Покревеник
- Полатна
- Поличка
- Полокце
- Полом
- Полом
- Полужа
- Полужа
- Полумир
- Пољана
- Пољане
- Пољане
- Пољанице
- Пољанце
- Пољаци
- Пољна
- Пољска Ржана
- Помазатин
- Помијача
- Понеш
- Поникве
- Пониковица
- Понор
- Понор
- Понорац
- Понорац
- Поношевац
- Попадић
- Попе
- Попе
- Попина
- Попинци
- Попиће
- Попова
- Поповац
- Поповац
- Поповац
- Поповац
- Поповић
- Поповић
- Поповићи
- Поповица
- Поповљане
- Поповњак
- Попово
- Поповце
- Поповце
- Поповци
- Попучке
- Попшица
- Породин
- Породин
- Пороштица
- Пороштица
- Поружница
- Поскурице
- Послиште
- Послон
- Постење
- Постење
- Поткомље
- Поткрш
- Поток
- Поток
- Поточање
- Поточац
- Поточић
- Потпеће
- Потпорањ
- Потреб
- Потркање
- Потуровце
- Поуско
- Поцерски Метковић
- Поцерски Причиновић
- Поцесје
- Почековина
- Почешће
- Правошево
- Праља
- Прањани
- Прањци
- Прасковче
- Прахово
- Прача
- Прва Кутина
- Први Тунел
- Првонек
- Пребреза
- Превалац
- Преветица
- Превешт
- Превлак
- Предворица
- Предејане (варош)
- Предејане (село)
- Предоле
- Прекадин
- Прекале
- Прекашница
- Прековце
- Прекодолце
- Преколука
- Преконога
- Преконози
- Прекопеча
- Прекопуце
- Прекопчелица
- Прекорађа
- Прелез
- Преловац
- Прељина
- Премећа
- Преображење
- Преоце
- Преполац
- Пресека
- Пресека
- Пресека
- Пресечина
- Преслап
- Претежана
- Претина
- Претоке
- Претрешња
- Претрковац
- Прешево
- Пржојне
- Прибовце
- Прибој
- Прибој
- Прибој (г)
- Прибојска Голеша
- Прибојске Челице
- Привина Глава
- Пригода
- Пригревица
- Придворица
- Придворица
- Придворица
- Придворица
- Придворица
- Придворица
- Придворице
- Придоли
- Призрен (г)
- Пријановићи
- Пријевор
- Пријездић
- Пријепоље (г)
- Прилеп
- Прилепац
- Прилепница
- Прилике
- Прилипац
- Прилужје
- Присјан
- Прислоница
- Причевац
- Причевић
- Приштина (г)
- Пркосава
- Прлита
- Прњавор
- Прњавор
- Прњавор
- Прњавор
- Проваљеник
- Прово
- Прогар
- Прогорелица
- Прогореоци
- Прокупље (г)
- Пролесје
- Пролом Бања
- Пропаштица
- Просек
- Протопопинци
- Проштинац
- Прћенова
- Прћиловица
- Пруговац
- Пруговац
- Пругово
- Пружањ
- Пружатовац
- Прхово
- Прчево
- Пударци
- Пуковац
- Пуста Тушимља
- Пустеник
- Пусто Село
- Пусто Шилово
- Пустовлах
- Путинци
- Путниково
- Пуховац
- Пухово
- Ропица
- Пшаник

## Р
- Рабас
- Рабе
- Рабеновац
- Рабовце
- Рабровац
- Раброво
- Раваница
- Равна
- Равна Бања
- Равна Гора
- Равна Гора
- Равна Дубрава
- Равна Река
- Равна Река
- Равнаја
- Равни
- Равни
- Равни Дел
- Равни Дел
- Равни До
- Равни Тополовац
- Равни Шорт
- Равниште
- Равниште
- Равниште
- Равно Бучје
- Равно Бучје
- Равно Село
- Равње
- Равње
- Рагодеш
- Радавац
- Радаљ
- Радаљево
- Радаљица
- Радановци
- Радевац
- Радево
- Радевце
- Радејна
- Раденка
- Раденковац
- Раденковић
- Радеша
- Радивојце
- Радијевићи
- Радикина Бара
- Радинац
- Радиновац
- Радињинце
- Радичевац
- Радичевић
- Радичевци
- Радишево
- Радљево
- Радманово
- Радмиловић
- Радмировац
- Радобић
- Радобуђа
- Радовање
- Радовашница
- Радовница
- Радовци
- Радоиња
- Радојево
- Радоњић
- Радоњица
- Радосин
- Радосте
- Радошевац
- Радошевац
- Радошевац
- Радошево
- Радошин
- Радошиће
- Радујевац
- Радујевац
- Радуловац
- Радуње
- Радуховце
- Радуша
- Радуша
- Радуша
- Рађево Село
- Ражањ
- Раждагиња
- Разбојна
- Разгојна
- Рајановце
- Рајац
- Рајац
- Рајетиће
- Рајинац
- Рајинце
- Рајкинац
- Рајковац
- Рајковац
- Рајковић
- Рајковиће
- Рајно Поље
- Рајчевце
- Рајчетине
- Рајчиловци
- Рајчиновиће
- Рајчиновићка Трнава
- Рака
- Ракари
- Ракинац
- Ракиница
- Ракита
- Ракитница
- Ракитово
- Ракља
- Раков Дол
- Ракова
- Ракова Бара
- Раковац
- Раковац
- Раковац
- Раковац
- Раковина
- Раковица
- Ракоц
- Ракош
- Раља
- Раља
- Раљин
- Рам
- Рамаћа
- Рамоц
- Рамошево
- Ранатовце
- Рандубрава
- Раниловић
- Ранилуг
- Ранкова Река
- Рановац
- Ранутовац
- Ранце
- Ранчиће
- Расково
- Расна
- Расница
- Расно
- Расно
- Распоганче
- Раст
- Раставица
- Растелица
- Растеновиће
- Растина
- Растиште
- Растовница
- Ратаје
- Ратајска
- Ратаре
- Ратари
- Ратари
- Ратина
- Ратковац
- Ратковац
- Ратковић
- Ратково
- Раутово
- Раушић
- Рафуна
- Раховица
- Рацај
- Рача
- Рача
- Рача
- Рача
- Рача (г)
- Рачак
- Рашанац
- Рашевица
- Рашинце
- Рашић
- Рашица
- Рашка (г)
- Рашковић
- Рашковиће
- Рашкоц
- Раштане
- Рвати
- Рвати
- Рватска
- Ргаје
- Рготина
- Ргоште
- Рдово
- Рђавица
- Ребељ
- Ревуће
- Режанце
- Режевиће
- Резала
- Резала
- Река
- Река
- Река
- Река
- Рековац
- Рељан
- Рељинац
- Рељинци
- Реновац
- Ренце
- Репа
- Репинце
- Репиште
- Репушница
- Ресавица (село)
- Ресавица (г)
- Ресен
- Ресинац
- Ресник
- Ресник
- Ресник
- Ресник
- Ресник
- Рестелица
- Ретимље
- Реткоцер
- Речане
- Речане
- Речица
- Речица
- Речица
- Речица
- Речица
- Речице
- Речка
- Ржана
- Ржаница
- Рзнић
- Рибаре
- Рибаре
- Рибаре
- Рибаре
- Рибари
- Рибари
- Рибариће
- Рибарице
- Рибарска Бања
- Рибарци
- Рибашевина
- Рибинце
- Рибник
- Рибник
- Рибница (г)
- Ривица
- Риђаге
- Риђаке
- Риђевштица
- Риђица
- Рикачево
- Риљац
- Риманиште
- Рипај Маданај
- Рипањ
- Ристовац
- Ритишево
- Ритопек
- Ритошићи
- Рлица
- Роанда
- Робаје
- Робовац
- Ровине
- Ровни
- Рогавчина
- Рогача
- Рогача
- Рогачица
- Рогачица
- Роге
- Рогљево
- Рогово
- Рогојевац
- Родељ
- Рожанство
- Рожанци
- Рождаце
- Рожина
- Рокци
- Рокци
- Ромаја
- Ромуне
- Ропочево
- Росићи
- Росица
- Росомач
- Росуље
- Роћевац
- Роћевићи
- Рошци
- Рсавци
- Рсовац
- Рсовци
- Ртањ
- Ртари
- Рти
- Ртково
- Рубрибреза
- Руда Буква
- Рударе
- Рударе
- Руденице
- Рудине
- Рудине
- Рудиње
- Рудице
- Рудна Глава
- Рудник
- Рудник
- Рудник Косово
- Рудница
- Рудница
- Рудно
- Рудњак
- Рудовци
- Руђа
- Руђинци
- Ружић
- Рујевац
- Рујевица
- Рујишник
- Рујиште
- Рујиште
- Рујиште
- Рујковац
- Рујник
- Руклада
- Рума (г)
- Руменка
- Румска
- Руњани
- Руњево
- Рупељево
- Рупље
- Русиновце
- Руски Крстур
- Руско Село
- Русна
- Русце
- Русце
- Рутевац
- Рутоши
- Рухот
- Руцка (г)
- Руцманце
- Ручићи
- Рушањ

## С
- Савинац
- Савинац
- Савино Село
- Савковић
- Савово
- Саврово
- Сагоњево
- Сазлија
- Саиновина
- Сајан
- Сакар
- Сакуле
- Сакуља
- Салаковац
- Салаш
- Салаш Ноћајски
- Салаш Црнобарски
- Самаила
- Самариновац
- Самариновац
- Самарница
- Самодража
- Самодрежа
- Самоково
- Самољица
- Самош
- Санад
- Сандаљ
- Санковић
- Сановац
- Сапар
- Сараново
- Сараорци
- Сарош
- Састав Река
- Саш
- Света Петка
- Светићево
- Светлић
- Светље
- Светозар Милетић
- Свештица
- Свилајнац (г)
- Свилеува
- Свилојево
- Свилош
- Свињаре
- Свињарево
- Свињарица
- Свињиште
- Свињиште
- Свирце
- Свирце
- Свирце
- Свође
- Својново
- Сврачково
- Сврачковци
- Сврке
- Сврљиг (г)
- Сврљишка Топла
- Сврхе
- Сврчина
- Себеврање
- Себечевац
- Себечево
- Себимиље
- Себрат
- Северни Кочарник
- Северово
- Севојно (г)
- Севце
- Седларе
- Седларе
- Седларе
- Седлари
- Седобро
- Сеземче
- Сејаце
- Секирача
- Секицол
- Секурич
- Селанац
- Селачка
- Селевац
- Селенча
- Селеуш
- Селиште
- Селиште
- Селиште
- Селиште
- Село Костолац
- Селова
- Селогражде
- Сељане
- Сељанце
- Сељашница
- Семање
- Семегњево
- Семедраж
- Семетеш
- Семетиште
- Семче
- Сена
- Сенаја
- Сендо
- Сеник
- Сеништа
- Сенокос
- Сента (г)
- Сење
- Сењски Рудник
- Сеоне
- Сеоце
- Сеоце
- Сепци
- Сесалац
- Сефер
- Сефкерин
- Сеча Река
- Сечаница
- Сечањ
- Сечиште
- Сибач
- Сибница
- Сибница
- Сибница
- Сибница
- Сибница
- Сибовац
- Сивац
- Сивчина
- Сига
- Сиге
- Сигет
- Сијарина
- Сијаринска Бања (г)
- Сијерач
- Сикирица
- Сикирје
- Сиколе
- Силбаш
- Сиљевица
- Сиљевица
- Симино Брдо
- Симићево
- Синаје
- Синошевић
- Синошевићи
- Сиња Глава
- Сињац
- Сињи Вир
- Сиоковац
- Сипић
- Сираково
- Сирдија
- Сириг
- Сирогојно
- Сирча
- Сисевац
- Ситарице
- Ситниче
- Сићево
- Сићево
- Сићево
- Сјеверин
- Сјеница (г)
- Скадар
- Скакавци
- Скела
- Скивјане
- Скобаљ
- Скобаљ
- Скокуће
- Скореновац
- Скорица
- Скоробиште
- Скорошник
- Скочна
- Скрадник
- Скрађани
- Скрапеж
- Скрвеница
- Скржути
- Скробница
- Скровна
- Скуково
- Скуланево
- Скупљен
- Славиња
- Славковица
- Славник
- Славујевац
- Славујевце
- Сладаја
- Сладинац
- Слаковце
- Сланкаменачки Виногради
- Сланци
- Слапужане
- Слатина
- Слатина
- Слатина
- Слатина
- Слатина
- Слатина
- Слатина
- Слатина
- Слатина
- Слатина
- Слатина
- Слатина
- Слатина
- Слатина
- Слатина
- Слатина
- Слатина
- Слепчевић
- Сливје
- Сливница
- Сливница
- Сливово
- Сливово
- Слишане
- Словац
- Словиње
- Слубица
- Слуп
- Смаћ
- Смаћ
- Смедерево (г)
- Смедеревска Паланка (г)
- Смедовац
- Смилов Лаз
- Смиловац
- Смиловци
- Смиљевац
- Смиљевић
- Смира
- Смолућа
- Смолуша
- Смољинац
- Смоница
- Смрдан
- Смрдан
- Смрековница
- Снеготин
- Совач
- Совљак
- Совљак
- Содерце
- Сојево
- Сокобања (г)
- Соколац
- Соколићи
- Соколово
- Солачка Сена
- Солотуша
- Сомбор (г)
- Сонта
- Сопина
- Сопнић
- Сопот
- Сопот
- Сопот (г)
- Сопотница
- Сопотница
- Сопотница
- Сот
- Софалија
- Софтовић
- Сочаница
- Сочица
- Сочице
- Спанце
- Спанчевац
- Спонце
- Србица
- Србобран
- Србобран (г)
- Србовац
- Србово
- Средња Добриња
- Средња Клина
- Средња Тушимља
- Средњево
- Средњи Бучумет
- Средњи Дел
- Средњи Салаш
- Средњи Статовац
- Средор
- Средска
- Срезовац
- Срезојевци
- Сремска Каменица (г)
- Сремска Митровица (г)
- Сремска Рача
- Сремски Карловци (г)
- Сремски Михаљевци
- Сремчица
- Срећковац
- Срндаље
- Срнећи Дол
- Срње
- Српска Кућа
- Српска Црња
- Српски Бабуш
- Српски Итебеј
- Српски Крстур
- Српски Милетић
- Српце
- Ставе
- Стагово
- Стајићево
- Стајковце
- Стајковце
- Сталаћ
- Стамница
- Станевце
- Станина Река
- Станичење
- Станишинци
- Станишић
- Станишор
- Станковце
- Стануловиће
- Станце
- Станци
- Станци
- Станча
- Станчић
- Станчићи
- Стањево
- Стањинац
- Стапар
- Стапар
- Стапари
- Стара Бања
- Стара Бингула
- Стара Божурна
- Стара Брезовица
- Стара Вучина
- Стара Моравица
- Стара Пазова (г)
- Старац
- Стари Бановци
- Стари Брачин
- Стари Глог
- Стари Ђуровац
- Стари Жедник
- Стари Качаник
- Стари Лединци
- Стари Лец
- Стари Мираш
- Стари Сланкамен
- Стари Трг (руд. насеље)
- Стари Трг (село)
- Стари Трстеник
- Старо Грацко
- Старо Корито
- Старо Ланиште
- Старо Момчилово
- Старо Рујце
- Старо Село
- Старо Село
- Старо Село
- Старо Село
- Старо Чикатово
- Стародворане
- Старци
- Старчевиће
- Старчево (г)
- Старчево
- Стејановци
- Стењевац
- Степановићево
- Степање
- Степојевац
- Стеријино
- Стогазовац
- Стојачак
- Стојићи
- Стојковић
- Стојник
- Стојник
- Стол
- Стопања
- Страгари
- Страгари
- Страдово
- Стража
- Стража
- Стража
- Стража
- Страјиниће
- Страна
- Страњево
- Стрезимировци
- Стрезовце
- Стрезовце
- Стрелац
- Стрелица
- Стрешак
- Стрижа
- Стрижило
- Стрмац
- Стрмац
- Стрменица
- Стрмна Гора
- Стрмово
- Стрмово
- Стрмово
- Стрмостен
- Стровце
- Стројинци
- Стројковце
- Стропско
- Струганик
- Струганица
- Стружје
- Струмце
- Стубал
- Стубал
- Стубал
- Стубал
- Стубица
- Стубица
- Стубла
- Стубла
- Стубла
- Стубленица
- Стублина
- Стублина
- Стублине
- Стубло
- Стублца
- Стубо
- Студена
- Студена
- Студенац
- Студеница
- Студенчане
- Ступ
- Ступ
- Ступница
- Ступница
- Ступчевићи
- Субјел
- Суботинац
- Суботица
- Суботица
- Суботица
- Суботица (г)
- Суботиште
- Сува Морава
- Сува Река (г)
- Суваја
- Суваја
- Суваја
- Суви До
- Суви До
- Суви До
- Суви До
- Суви До
- Суви Дол
- Суви Лукавац
- Суво Грло
- Суво Грло
- Суво Село
- Суводање
- Суводол
- Сувојница
- Сугубине
- Судимља
- Судско Село
- Суково
- Суморовац
- Сумраковац
- Супње
- Суповац
- Супска
- Сурачево
- Сурдук
- Сурдул
- Сурдула
- Сурдулица (г)
- Суркиш
- Сурлица
- Сурчин (г)
- Сусек
- Сутјеска
- Сухарно
- Сухи Дол
- Сушевље
- Сушиће
- Сушица
- Сушица
- Сушица
- Сушица
- Сушица

## Т
- Табаковац
- Табановац
- Табановић
- Табановић
- Табановићи
- Тавник
- Тадење
- Таково
- Таково
- Тамнич
- Тамњаница
- Танда
- Танкосић
- Таор
- Тараџа
- Тараш
- Тасковићи
- Татрасница
- Тачевац
- Ташево
- Тврдићи
- Тврдојевац
- Тврђан
- Теговиште
- Тегошница
- Текериш
- Текија
- Текија
- Текија
- Телечка
- Теловац
- Темерин (г)
- Темска
- Тенеш До
- Тенково
- Теочин
- Тепече
- Тесовиште
- Тећа
- Течић
- Тешица
- Тибужде
- Тијање
- Тијовац
- Тијовац
- Тиква
- Тиоџе
- Тиринце
- Тисовица
- Тител (г)
- Тићевац
- Тица
- Тмава
- Тоба
- Тоболац
- Товаришево
- Товрљане
- Тогочевце
- Тодорин До
- Тодоровце
- Толисавац
- Толић
- Толишница
- Тољевац
- Томанце
- Томанце
- Томањ
- Томашевац
- Тометино Поље
- Томиславци
- Топило
- Топла
- Топлац
- Топли До
- Топли До
- Топли Дол
- Топличане
- Топличане
- Топола
- Топола (варошица) (г)
- Топола (село)
- Тополница
- Тополовник
- Топоница
- Топоница
- Топоница
- Топоница
- Топоница
- Топоница
- Торак
- Торда
- Торина
- Торник
- Торњош
- Тотово Село
- Точилово
- Траканић
- Трбовце
- Трбосиље
- Трбуње
- Трбуховац
- Трбушани
- Трбушац
- Трбушница
- Трбушница
- Трговиште
- Трговиште
- Трговиште
- Трговиште
- Трдевац
- Требиње
- Требиће
- Требовић
- Треботин
- Трејак
- Трепетинца
- Трећак
- Трешњевак
- Трешњевац
- Трешњевица
- Трешњевица
- Трешњевица
- Тржац
- Триброде
- Тријебине
- Трикосе
- Трипкова
- Трлабућ
- Трлић
- Трмбас
- Трмка
- Трмчаре
- Трн
- Трн
- Трнава
- Трнава
- Трнава
- Трнава
- Трнава
- Трнава
- Трнава
- Трнава
- Трнавац
- Трнавица
- Трнавце
- Трнавци
- Трнићевце
- Трновац
- Трнови Лаз
- Трновче
- Трновче
- Трнски Одоровци
- Трњана
- Трњане
- Трњане
- Трњане
- Трњаци
- Трње
- Тропоње
- Троскач
- Трпеза
- Трпеза
- Трпезе
- Трска
- Трстена
- Трстена
- Трстена
- Трстеник
- Трстеник
- Трстеник
- Трстеник (г)
- Трстеница
- Трубаревац
- Трубарево
- Трудељ
- Трудна
- Трудово
- Трупале
- Трућевац
- Тршановци
- Тршић
- Тубићи
- Тубравић
- Туђевце
- Туђин
- Тузиње
- Туларе
- Туларе
- Тулари
- Тулеж
- Тулеш
- Тулово
- Тумба
- Тумичина
- Туново
- Тупале
- Тупаловце
- Тупанци
- Тупец
- Турековац
- Турија
- Турија
- Турија
- Турићевац
- Турица
- Турјак
- Турјак
- Турјане
- Туручица
- Тутин (г)
- Тутиће
- Тучеп
- Тучково
- Тушиље
- Тушиће

## Ћ
- Ћелије
- Ћелије
- Ћелије
- Ћеновац
- Ћерим
- Ћешановиће
- Ћирез
- Ћириковац
- Ћирковиће
- Ћићевац (г)
- Ћићина
- Ћовдин
- Ћуковац
- Ћуковац
- Ћуковац
- Ћуковине
- Ћулије
- Ћуприја (г)
- Ћурковица
- Ћурковица
- Ћурлина
- Ћушка
- Ћуштица

## У
- Уб (г)
- Увац
- Угао
- Угљаре
- Угљаре
- Угљаре
- Угљаревац
- Угљарево
- Угриновци
- Угриновци
- Удовице
- Ужице (г)
- Узвеће
- Уздин
- Узићи
- Узовница
- Узово
- Ујз
- Укча
- Улије
- Уљма
- Умка (г)
- Умчари
- Урвич
- Урманица
- Уровица
- Уровци
- Урошевац (г)
- Урсуле
- Урсуле
- Усије
- Утрине
- Ушак
- Ушевце
- Ушће
- Ушће

## Ф
- Фаркаждин
- Фекетић
- Фијуљ
- Филиповићи
- Филић
- Фираја
- Фираја
- Фирза
- Фирићеја
- Футог (г)

## Х
- Хајдуково
- Хајдучица
- Халово
- Хамидија
- Хаџовићи
- Херцеговачка Голеша
- Херцегово
- Хетин
- Хисарџик
- Хоргош
- Хотково
- Хоча Заградска
- Хрта
- Хртица
- Хртковци
- Хуљај
- Хум

## Ц
- Цакановац
- Цапарић
- Цапарце
- Царевац
- Царевце
- Царина
- Царичина
- Цветановац
- Цветке
- Цветовац
- Цветојевац
- Цветуља
- Цекавица
- Целина
- Церања
- Церев Дел
- Церевајка
- Церемошња
- Церје
- Церје
- Церје
- Церница
- Церница
- Церова
- Церова
- Церова
- Церова
- Церова
- Церовац
- Церовац
- Церовац
- Церовик
- Церовица
- Церовица
- Церово
- Цетановиће
- Цецелија
- Цикот
- Цикоте
- Цикоте
- Цоковиће
- Црвена Јабука
- Црвена Јабука
- Црвена Река
- Црвена Црква
- Црвени Брег
- Црвени Брег
- Црвени Град
- Црвени
- Црвенка (г)
- Црвенчево
- Црвење
- Црвица
- Црвско
- Црепаја
- Црепуља
- Црквена Водица
- Црквенац
- Црквени Тоци
- Црквина
- Црквине
- Црквине
- Црквица
- Црковница
- Црколез
- Црљенац
- Црмљане
- Црна Бара
- Црна Бара
- Црна Бара
- Црна Бара
- Црна Глава
- Црна Река
- Црна Трава
- Црнајка
- Црнатово
- Црнатово
- Црни Брег
- Црни Врх
- Црни Врх
- Црни Врх
- Црни Врх
- Црни Као
- Црни Као
- Црни Луг
- Црни Луг
- Црни Луг
- Црнило
- Црноврана
- Црновце
- Црноклиште
- Црнољевица
- Црнољево
- Црномасница
- Црнотинце
- Црноштица
- Црнуговићи
- Црнузи
- Црнце
- Црнча
- Црнче
- Црнче
- Црцавац
- Црчево
- Цулине
- Цуљковић

## Ч
- Чабић
- Чабра
- Чаглавица
- Чагровац
- Чадиње
- Чаири
- Чајдрак
- Чајетина
- Чалма
- Чамурлија
- Чантавир
- Чапљинац
- Чар
- Чараковце
- Чаровина
- Чаушевићи
- Чачак (г)
- Чашић Долац
- Чедово
- Чекмин
- Челарево
- Челик
- Челице
- Челопек
- Челопек
- Ченеј
- Чента
- Чепуре
- Черевић
- Черкез Садовина
- Ческово
- Честа
- Честелин
- Честерег
- Честин
- Честобродица
- Четереже
- Чечево
- Чечина
- Чечина
- Чешко Село
- Чешљева Бара
- Чибуковац
- Чибутковица
- Чиниглавци
- Чипаље
- Читак
- Читлук
- Читлук
- Читлук
- Читлук
- Читлук
- Читлук
- Читлук
- Чифлак
- Чифлак
- Чифлик
- Чифлук Разгојнски
- Чмањке
- Чока (г)
- Чокешина
- Чокоњар
- Чокот
- Чокотар
- Чокотин
- Чонопља
- Чортановци
- Чубра
- Чубрељ
- Чубура
- Чубура
- Чука
- Чукарка
- Чукљеник
- Чукљеник
- Чукојевац
- Чукоте
- Чукуровац
- Чумић
- Чунгула
- Чунгур
- Чупево
- Чупево
- Чуруг
- Чучале
- Чучуге
- Чучуљага
- Џеп
- Џепница
- Џигољ
- Џурово

## Ш
- Шабац (г)
- Шавац
- Шавране
- Шавци
- Шаиновац
- Шаиновац
- Шаић
- Шајиновац
- Шајинце
- Шајкаш
- Шајковац
- Шаковица
- Шалинац
- Шалудовац
- Шалце
- Шаљиновица
- Шаљска Бистрица
- Шанац
- Шантаровац
- Шапине
- Шапранце
- Шаптељ
- Шарани
- Шарбан
- Шарбане
- Шарбановац
- Шарбановац
- Шарбановац
- Шаре
- Шареник
- Шаркамен
- Шарлинац
- Шарлинце
- Шароње
- Шароње
- Шарце
- Шатра
- Шатринци
- Шашаре
- Шашиловац
- Шашинци
- Шашковац
- Шебет
- Шеварице
- Шевица
- Шевиш
- Шеврљуге
- Шепшин
- Шеремет
- Шести Габар
- Шетка
- Шетоње
- Шид (г)
- Шилово
- Шилово
- Шилопај
- Шиљаковац
- Шиљомана
- Шимановци
- Шипачина
- Шипиково
- Шипитула
- Шипово
- Шипоље
- Шипче
- Широка Планина
- Широке Њиве
- Шишаве
- Шишарка
- Шишатовац
- Шишинце
- Шишман
- Шишмановац
- Шкоза
- Шкреље
- Шљивар
- Шљивица
- Шљивова
- Шљивовац
- Шљивовац
- Шљивовик
- Шљивовик
- Шљивовица
- Шљивовица
- Шљивово
- Шогољ
- Шопић
- Шошиће
- Шпај
- Шпиљани
- Шпинадија
- Штава
- Штаваљ
- Штавица
- Штедим
- Штимље
- Штипина
- Штитар
- Штитарац
- Штитаре
- Штитаре
- Штитарица
- Штитково
- Штрбац
- Штрбовац
- Штрбулово
- Штрпце
- Штубик
- Штулац
- Штулац
- Штуоце
- Штупељ
- Штутица
- Шувајић
- Шугрин
- Шуљам
- Шуљковац
- Шуман Топла
- Шумане
- Шумарак
- Шумарице
- Шумата Трница
- Шуме
- Шуме
- Шупковац
- Шупљак
- Шурић
- Шурице
- Шурјан
- Шурлане
- Шутци
- Шушара
- Шушеока
- Шушњар
- Шушуре

|  |  |  |  |  |  |  |  |  |  |  |  |  |  |  |  |  |  |  |  |  |  |  |  |  |  |  |  |  |  |